# Пешечная структура
Пешечная структура — расположение пешек на шахматной доске; во многом влияет на выбор плана игры, расстановку фигур обеих сторон, снижая или повышая их активность. Различают позиции с определившейся, фиксированной пешечной структурой (игра пешками ограничена или вообще невозможна) и с неопределившейся структурой (возможна широкая игра пешками). Различные дебюты характеризуются своими типами пешечной структуры, определяющей планы игры сторон.

## Некоторые типовые пешечные структуры

### Общие
- Изолированная пешка — структура, в которой присутствует одна или несколько изолированных пешек.

|   | a | b | c | d | e | f | g | h |   |
| - | --- | --- | --- | --- | --- | --- | --- | --- | - |
| 8 | a7 чёрная пешка · b7 чёрная пешка · c7 чёрная пешка · d7 чёрная пешка · h7 чёрная пешка · f5 чёрная пешка · d4 белая пешка · a2 белая пешка · b2 белая пешка · f2 белая пешка · g2 белая пешка · h2 белая пешка | a7 чёрная пешка · b7 чёрная пешка · c7 чёрная пешка · d7 чёрная пешка · h7 чёрная пешка · f5 чёрная пешка · d4 белая пешка · a2 белая пешка · b2 белая пешка · f2 белая пешка · g2 белая пешка · h2 белая пешка | a7 чёрная пешка · b7 чёрная пешка · c7 чёрная пешка · d7 чёрная пешка · h7 чёрная пешка · f5 чёрная пешка · d4 белая пешка · a2 белая пешка · b2 белая пешка · f2 белая пешка · g2 белая пешка · h2 белая пешка | a7 чёрная пешка · b7 чёрная пешка · c7 чёрная пешка · d7 чёрная пешка · h7 чёрная пешка · f5 чёрная пешка · d4 белая пешка · a2 белая пешка · b2 белая пешка · f2 белая пешка · g2 белая пешка · h2 белая пешка | a7 чёрная пешка · b7 чёрная пешка · c7 чёрная пешка · d7 чёрная пешка · h7 чёрная пешка · f5 чёрная пешка · d4 белая пешка · a2 белая пешка · b2 белая пешка · f2 белая пешка · g2 белая пешка · h2 белая пешка | a7 чёрная пешка · b7 чёрная пешка · c7 чёрная пешка · d7 чёрная пешка · h7 чёрная пешка · f5 чёрная пешка · d4 белая пешка · a2 белая пешка · b2 белая пешка · f2 белая пешка · g2 белая пешка · h2 белая пешка | a7 чёрная пешка · b7 чёрная пешка · c7 чёрная пешка · d7 чёрная пешка · h7 чёрная пешка · f5 чёрная пешка · d4 белая пешка · a2 белая пешка · b2 белая пешка · f2 белая пешка · g2 белая пешка · h2 белая пешка | a7 чёрная пешка · b7 чёрная пешка · c7 чёрная пешка · d7 чёрная пешка · h7 чёрная пешка · f5 чёрная пешка · d4 белая пешка · a2 белая пешка · b2 белая пешка · f2 белая пешка · g2 белая пешка · h2 белая пешка | 8 |
| 7 | a7 чёрная пешка · b7 чёрная пешка · c7 чёрная пешка · d7 чёрная пешка · h7 чёрная пешка · f5 чёрная пешка · d4 белая пешка · a2 белая пешка · b2 белая пешка · f2 белая пешка · g2 белая пешка · h2 белая пешка | a7 чёрная пешка · b7 чёрная пешка · c7 чёрная пешка · d7 чёрная пешка · h7 чёрная пешка · f5 чёрная пешка · d4 белая пешка · a2 белая пешка · b2 белая пешка · f2 белая пешка · g2 белая пешка · h2 белая пешка | a7 чёрная пешка · b7 чёрная пешка · c7 чёрная пешка · d7 чёрная пешка · h7 чёрная пешка · f5 чёрная пешка · d4 белая пешка · a2 белая пешка · b2 белая пешка · f2 белая пешка · g2 белая пешка · h2 белая пешка | a7 чёрная пешка · b7 чёрная пешка · c7 чёрная пешка · d7 чёрная пешка · h7 чёрная пешка · f5 чёрная пешка · d4 белая пешка · a2 белая пешка · b2 белая пешка · f2 белая пешка · g2 белая пешка · h2 белая пешка | a7 чёрная пешка · b7 чёрная пешка · c7 чёрная пешка · d7 чёрная пешка · h7 чёрная пешка · f5 чёрная пешка · d4 белая пешка · a2 белая пешка · b2 белая пешка · f2 белая пешка · g2 белая пешка · h2 белая пешка | a7 чёрная пешка · b7 чёрная пешка · c7 чёрная пешка · d7 чёрная пешка · h7 чёрная пешка · f5 чёрная пешка · d4 белая пешка · a2 белая пешка · b2 белая пешка · f2 белая пешка · g2 белая пешка · h2 белая пешка | a7 чёрная пешка · b7 чёрная пешка · c7 чёрная пешка · d7 чёрная пешка · h7 чёрная пешка · f5 чёрная пешка · d4 белая пешка · a2 белая пешка · b2 белая пешка · f2 белая пешка · g2 белая пешка · h2 белая пешка | a7 чёрная пешка · b7 чёрная пешка · c7 чёрная пешка · d7 чёрная пешка · h7 чёрная пешка · f5 чёрная пешка · d4 белая пешка · a2 белая пешка · b2 белая пешка · f2 белая пешка · g2 белая пешка · h2 белая пешка | 7 |
| 6 | a7 чёрная пешка · b7 чёрная пешка · c7 чёрная пешка · d7 чёрная пешка · h7 чёрная пешка · f5 чёрная пешка · d4 белая пешка · a2 белая пешка · b2 белая пешка · f2 белая пешка · g2 белая пешка · h2 белая пешка | a7 чёрная пешка · b7 чёрная пешка · c7 чёрная пешка · d7 чёрная пешка · h7 чёрная пешка · f5 чёрная пешка · d4 белая пешка · a2 белая пешка · b2 белая пешка · f2 белая пешка · g2 белая пешка · h2 белая пешка | a7 чёрная пешка · b7 чёрная пешка · c7 чёрная пешка · d7 чёрная пешка · h7 чёрная пешка · f5 чёрная пешка · d4 белая пешка · a2 белая пешка · b2 белая пешка · f2 белая пешка · g2 белая пешка · h2 белая пешка | a7 чёрная пешка · b7 чёрная пешка · c7 чёрная пешка · d7 чёрная пешка · h7 чёрная пешка · f5 чёрная пешка · d4 белая пешка · a2 белая пешка · b2 белая пешка · f2 белая пешка · g2 белая пешка · h2 белая пешка | a7 чёрная пешка · b7 чёрная пешка · c7 чёрная пешка · d7 чёрная пешка · h7 чёрная пешка · f5 чёрная пешка · d4 белая пешка · a2 белая пешка · b2 белая пешка · f2 белая пешка · g2 белая пешка · h2 белая пешка | a7 чёрная пешка · b7 чёрная пешка · c7 чёрная пешка · d7 чёрная пешка · h7 чёрная пешка · f5 чёрная пешка · d4 белая пешка · a2 белая пешка · b2 белая пешка · f2 белая пешка · g2 белая пешка · h2 белая пешка | a7 чёрная пешка · b7 чёрная пешка · c7 чёрная пешка · d7 чёрная пешка · h7 чёрная пешка · f5 чёрная пешка · d4 белая пешка · a2 белая пешка · b2 белая пешка · f2 белая пешка · g2 белая пешка · h2 белая пешка | a7 чёрная пешка · b7 чёрная пешка · c7 чёрная пешка · d7 чёрная пешка · h7 чёрная пешка · f5 чёрная пешка · d4 белая пешка · a2 белая пешка · b2 белая пешка · f2 белая пешка · g2 белая пешка · h2 белая пешка | 6 |
| 5 | a7 чёрная пешка · b7 чёрная пешка · c7 чёрная пешка · d7 чёрная пешка · h7 чёрная пешка · f5 чёрная пешка · d4 белая пешка · a2 белая пешка · b2 белая пешка · f2 белая пешка · g2 белая пешка · h2 белая пешка | a7 чёрная пешка · b7 чёрная пешка · c7 чёрная пешка · d7 чёрная пешка · h7 чёрная пешка · f5 чёрная пешка · d4 белая пешка · a2 белая пешка · b2 белая пешка · f2 белая пешка · g2 белая пешка · h2 белая пешка | a7 чёрная пешка · b7 чёрная пешка · c7 чёрная пешка · d7 чёрная пешка · h7 чёрная пешка · f5 чёрная пешка · d4 белая пешка · a2 белая пешка · b2 белая пешка · f2 белая пешка · g2 белая пешка · h2 белая пешка | a7 чёрная пешка · b7 чёрная пешка · c7 чёрная пешка · d7 чёрная пешка · h7 чёрная пешка · f5 чёрная пешка · d4 белая пешка · a2 белая пешка · b2 белая пешка · f2 белая пешка · g2 белая пешка · h2 белая пешка | a7 чёрная пешка · b7 чёрная пешка · c7 чёрная пешка · d7 чёрная пешка · h7 чёрная пешка · f5 чёрная пешка · d4 белая пешка · a2 белая пешка · b2 белая пешка · f2 белая пешка · g2 белая пешка · h2 белая пешка | a7 чёрная пешка · b7 чёрная пешка · c7 чёрная пешка · d7 чёрная пешка · h7 чёрная пешка · f5 чёрная пешка · d4 белая пешка · a2 белая пешка · b2 белая пешка · f2 белая пешка · g2 белая пешка · h2 белая пешка | a7 чёрная пешка · b7 чёрная пешка · c7 чёрная пешка · d7 чёрная пешка · h7 чёрная пешка · f5 чёрная пешка · d4 белая пешка · a2 белая пешка · b2 белая пешка · f2 белая пешка · g2 белая пешка · h2 белая пешка | a7 чёрная пешка · b7 чёрная пешка · c7 чёрная пешка · d7 чёрная пешка · h7 чёрная пешка · f5 чёрная пешка · d4 белая пешка · a2 белая пешка · b2 белая пешка · f2 белая пешка · g2 белая пешка · h2 белая пешка | 5 |
| 4 | a7 чёрная пешка · b7 чёрная пешка · c7 чёрная пешка · d7 чёрная пешка · h7 чёрная пешка · f5 чёрная пешка · d4 белая пешка · a2 белая пешка · b2 белая пешка · f2 белая пешка · g2 белая пешка · h2 белая пешка | a7 чёрная пешка · b7 чёрная пешка · c7 чёрная пешка · d7 чёрная пешка · h7 чёрная пешка · f5 чёрная пешка · d4 белая пешка · a2 белая пешка · b2 белая пешка · f2 белая пешка · g2 белая пешка · h2 белая пешка | a7 чёрная пешка · b7 чёрная пешка · c7 чёрная пешка · d7 чёрная пешка · h7 чёрная пешка · f5 чёрная пешка · d4 белая пешка · a2 белая пешка · b2 белая пешка · f2 белая пешка · g2 белая пешка · h2 белая пешка | a7 чёрная пешка · b7 чёрная пешка · c7 чёрная пешка · d7 чёрная пешка · h7 чёрная пешка · f5 чёрная пешка · d4 белая пешка · a2 белая пешка · b2 белая пешка · f2 белая пешка · g2 белая пешка · h2 белая пешка | a7 чёрная пешка · b7 чёрная пешка · c7 чёрная пешка · d7 чёрная пешка · h7 чёрная пешка · f5 чёрная пешка · d4 белая пешка · a2 белая пешка · b2 белая пешка · f2 белая пешка · g2 белая пешка · h2 белая пешка | a7 чёрная пешка · b7 чёрная пешка · c7 чёрная пешка · d7 чёрная пешка · h7 чёрная пешка · f5 чёрная пешка · d4 белая пешка · a2 белая пешка · b2 белая пешка · f2 белая пешка · g2 белая пешка · h2 белая пешка | a7 чёрная пешка · b7 чёрная пешка · c7 чёрная пешка · d7 чёрная пешка · h7 чёрная пешка · f5 чёрная пешка · d4 белая пешка · a2 белая пешка · b2 белая пешка · f2 белая пешка · g2 белая пешка · h2 белая пешка | a7 чёрная пешка · b7 чёрная пешка · c7 чёрная пешка · d7 чёрная пешка · h7 чёрная пешка · f5 чёрная пешка · d4 белая пешка · a2 белая пешка · b2 белая пешка · f2 белая пешка · g2 белая пешка · h2 белая пешка | 4 |
| 3 | a7 чёрная пешка · b7 чёрная пешка · c7 чёрная пешка · d7 чёрная пешка · h7 чёрная пешка · f5 чёрная пешка · d4 белая пешка · a2 белая пешка · b2 белая пешка · f2 белая пешка · g2 белая пешка · h2 белая пешка | a7 чёрная пешка · b7 чёрная пешка · c7 чёрная пешка · d7 чёрная пешка · h7 чёрная пешка · f5 чёрная пешка · d4 белая пешка · a2 белая пешка · b2 белая пешка · f2 белая пешка · g2 белая пешка · h2 белая пешка | a7 чёрная пешка · b7 чёрная пешка · c7 чёрная пешка · d7 чёрная пешка · h7 чёрная пешка · f5 чёрная пешка · d4 белая пешка · a2 белая пешка · b2 белая пешка · f2 белая пешка · g2 белая пешка · h2 белая пешка | a7 чёрная пешка · b7 чёрная пешка · c7 чёрная пешка · d7 чёрная пешка · h7 чёрная пешка · f5 чёрная пешка · d4 белая пешка · a2 белая пешка · b2 белая пешка · f2 белая пешка · g2 белая пешка · h2 белая пешка | a7 чёрная пешка · b7 чёрная пешка · c7 чёрная пешка · d7 чёрная пешка · h7 чёрная пешка · f5 чёрная пешка · d4 белая пешка · a2 белая пешка · b2 белая пешка · f2 белая пешка · g2 белая пешка · h2 белая пешка | a7 чёрная пешка · b7 чёрная пешка · c7 чёрная пешка · d7 чёрная пешка · h7 чёрная пешка · f5 чёрная пешка · d4 белая пешка · a2 белая пешка · b2 белая пешка · f2 белая пешка · g2 белая пешка · h2 белая пешка | a7 чёрная пешка · b7 чёрная пешка · c7 чёрная пешка · d7 чёрная пешка · h7 чёрная пешка · f5 чёрная пешка · d4 белая пешка · a2 белая пешка · b2 белая пешка · f2 белая пешка · g2 белая пешка · h2 белая пешка | a7 чёрная пешка · b7 чёрная пешка · c7 чёрная пешка · d7 чёрная пешка · h7 чёрная пешка · f5 чёрная пешка · d4 белая пешка · a2 белая пешка · b2 белая пешка · f2 белая пешка · g2 белая пешка · h2 белая пешка | 3 |
| 2 | a7 чёрная пешка · b7 чёрная пешка · c7 чёрная пешка · d7 чёрная пешка · h7 чёрная пешка · f5 чёрная пешка · d4 белая пешка · a2 белая пешка · b2 белая пешка · f2 белая пешка · g2 белая пешка · h2 белая пешка | a7 чёрная пешка · b7 чёрная пешка · c7 чёрная пешка · d7 чёрная пешка · h7 чёрная пешка · f5 чёрная пешка · d4 белая пешка · a2 белая пешка · b2 белая пешка · f2 белая пешка · g2 белая пешка · h2 белая пешка | a7 чёрная пешка · b7 чёрная пешка · c7 чёрная пешка · d7 чёрная пешка · h7 чёрная пешка · f5 чёрная пешка · d4 белая пешка · a2 белая пешка · b2 белая пешка · f2 белая пешка · g2 белая пешка · h2 белая пешка | a7 чёрная пешка · b7 чёрная пешка · c7 чёрная пешка · d7 чёрная пешка · h7 чёрная пешка · f5 чёрная пешка · d4 белая пешка · a2 белая пешка · b2 белая пешка · f2 белая пешка · g2 белая пешка · h2 белая пешка | a7 чёрная пешка · b7 чёрная пешка · c7 чёрная пешка · d7 чёрная пешка · h7 чёрная пешка · f5 чёрная пешка · d4 белая пешка · a2 белая пешка · b2 белая пешка · f2 белая пешка · g2 белая пешка · h2 белая пешка | a7 чёрная пешка · b7 чёрная пешка · c7 чёрная пешка · d7 чёрная пешка · h7 чёрная пешка · f5 чёрная пешка · d4 белая пешка · a2 белая пешка · b2 белая пешка · f2 белая пешка · g2 белая пешка · h2 белая пешка | a7 чёрная пешка · b7 чёрная пешка · c7 чёрная пешка · d7 чёрная пешка · h7 чёрная пешка · f5 чёрная пешка · d4 белая пешка · a2 белая пешка · b2 белая пешка · f2 белая пешка · g2 белая пешка · h2 белая пешка | a7 чёрная пешка · b7 чёрная пешка · c7 чёрная пешка · d7 чёрная пешка · h7 чёрная пешка · f5 чёрная пешка · d4 белая пешка · a2 белая пешка · b2 белая пешка · f2 белая пешка · g2 белая пешка · h2 белая пешка | 2 |
| 1 | a7 чёрная пешка · b7 чёрная пешка · c7 чёрная пешка · d7 чёрная пешка · h7 чёрная пешка · f5 чёрная пешка · d4 белая пешка · a2 белая пешка · b2 белая пешка · f2 белая пешка · g2 белая пешка · h2 белая пешка | a7 чёрная пешка · b7 чёрная пешка · c7 чёрная пешка · d7 чёрная пешка · h7 чёрная пешка · f5 чёрная пешка · d4 белая пешка · a2 белая пешка · b2 белая пешка · f2 белая пешка · g2 белая пешка · h2 белая пешка | a7 чёрная пешка · b7 чёрная пешка · c7 чёрная пешка · d7 чёрная пешка · h7 чёрная пешка · f5 чёрная пешка · d4 белая пешка · a2 белая пешка · b2 белая пешка · f2 белая пешка · g2 белая пешка · h2 белая пешка | a7 чёрная пешка · b7 чёрная пешка · c7 чёрная пешка · d7 чёрная пешка · h7 чёрная пешка · f5 чёрная пешка · d4 белая пешка · a2 белая пешка · b2 белая пешка · f2 белая пешка · g2 белая пешка · h2 белая пешка | a7 чёрная пешка · b7 чёрная пешка · c7 чёрная пешка · d7 чёрная пешка · h7 чёрная пешка · f5 чёрная пешка · d4 белая пешка · a2 белая пешка · b2 белая пешка · f2 белая пешка · g2 белая пешка · h2 белая пешка | a7 чёрная пешка · b7 чёрная пешка · c7 чёрная пешка · d7 чёрная пешка · h7 чёрная пешка · f5 чёрная пешка · d4 белая пешка · a2 белая пешка · b2 белая пешка · f2 белая пешка · g2 белая пешка · h2 белая пешка | a7 чёрная пешка · b7 чёрная пешка · c7 чёрная пешка · d7 чёрная пешка · h7 чёрная пешка · f5 чёрная пешка · d4 белая пешка · a2 белая пешка · b2 белая пешка · f2 белая пешка · g2 белая пешка · h2 белая пешка | a7 чёрная пешка · b7 чёрная пешка · c7 чёрная пешка · d7 чёрная пешка · h7 чёрная пешка · f5 чёрная пешка · d4 белая пешка · a2 белая пешка · b2 белая пешка · f2 белая пешка · g2 белая пешка · h2 белая пешка | 1 |
|   | a | b | c | d | e | f | g | h |   |

- Висячие пешки — две связанные пешки (как правило, ферзевая и слоновая), на соседних вертикалях с которыми нет пешек.

|   | a | b | c | d | e | f | g | h |   |
| - | --- | --- | --- | --- | --- | --- | --- | --- | - |
| 8 | a7 чёрная пешка · f7 чёрная пешка · g7 чёрная пешка · h7 чёрная пешка · b6 чёрная пешка · e6 чёрная пешка · c4 белая пешка · d4 белая пешка · a2 белая пешка · f2 белая пешка · g2 белая пешка · h2 белая пешка | a7 чёрная пешка · f7 чёрная пешка · g7 чёрная пешка · h7 чёрная пешка · b6 чёрная пешка · e6 чёрная пешка · c4 белая пешка · d4 белая пешка · a2 белая пешка · f2 белая пешка · g2 белая пешка · h2 белая пешка | a7 чёрная пешка · f7 чёрная пешка · g7 чёрная пешка · h7 чёрная пешка · b6 чёрная пешка · e6 чёрная пешка · c4 белая пешка · d4 белая пешка · a2 белая пешка · f2 белая пешка · g2 белая пешка · h2 белая пешка | a7 чёрная пешка · f7 чёрная пешка · g7 чёрная пешка · h7 чёрная пешка · b6 чёрная пешка · e6 чёрная пешка · c4 белая пешка · d4 белая пешка · a2 белая пешка · f2 белая пешка · g2 белая пешка · h2 белая пешка | a7 чёрная пешка · f7 чёрная пешка · g7 чёрная пешка · h7 чёрная пешка · b6 чёрная пешка · e6 чёрная пешка · c4 белая пешка · d4 белая пешка · a2 белая пешка · f2 белая пешка · g2 белая пешка · h2 белая пешка | a7 чёрная пешка · f7 чёрная пешка · g7 чёрная пешка · h7 чёрная пешка · b6 чёрная пешка · e6 чёрная пешка · c4 белая пешка · d4 белая пешка · a2 белая пешка · f2 белая пешка · g2 белая пешка · h2 белая пешка | a7 чёрная пешка · f7 чёрная пешка · g7 чёрная пешка · h7 чёрная пешка · b6 чёрная пешка · e6 чёрная пешка · c4 белая пешка · d4 белая пешка · a2 белая пешка · f2 белая пешка · g2 белая пешка · h2 белая пешка | a7 чёрная пешка · f7 чёрная пешка · g7 чёрная пешка · h7 чёрная пешка · b6 чёрная пешка · e6 чёрная пешка · c4 белая пешка · d4 белая пешка · a2 белая пешка · f2 белая пешка · g2 белая пешка · h2 белая пешка | 8 |
| 7 | a7 чёрная пешка · f7 чёрная пешка · g7 чёрная пешка · h7 чёрная пешка · b6 чёрная пешка · e6 чёрная пешка · c4 белая пешка · d4 белая пешка · a2 белая пешка · f2 белая пешка · g2 белая пешка · h2 белая пешка | a7 чёрная пешка · f7 чёрная пешка · g7 чёрная пешка · h7 чёрная пешка · b6 чёрная пешка · e6 чёрная пешка · c4 белая пешка · d4 белая пешка · a2 белая пешка · f2 белая пешка · g2 белая пешка · h2 белая пешка | a7 чёрная пешка · f7 чёрная пешка · g7 чёрная пешка · h7 чёрная пешка · b6 чёрная пешка · e6 чёрная пешка · c4 белая пешка · d4 белая пешка · a2 белая пешка · f2 белая пешка · g2 белая пешка · h2 белая пешка | a7 чёрная пешка · f7 чёрная пешка · g7 чёрная пешка · h7 чёрная пешка · b6 чёрная пешка · e6 чёрная пешка · c4 белая пешка · d4 белая пешка · a2 белая пешка · f2 белая пешка · g2 белая пешка · h2 белая пешка | a7 чёрная пешка · f7 чёрная пешка · g7 чёрная пешка · h7 чёрная пешка · b6 чёрная пешка · e6 чёрная пешка · c4 белая пешка · d4 белая пешка · a2 белая пешка · f2 белая пешка · g2 белая пешка · h2 белая пешка | a7 чёрная пешка · f7 чёрная пешка · g7 чёрная пешка · h7 чёрная пешка · b6 чёрная пешка · e6 чёрная пешка · c4 белая пешка · d4 белая пешка · a2 белая пешка · f2 белая пешка · g2 белая пешка · h2 белая пешка | a7 чёрная пешка · f7 чёрная пешка · g7 чёрная пешка · h7 чёрная пешка · b6 чёрная пешка · e6 чёрная пешка · c4 белая пешка · d4 белая пешка · a2 белая пешка · f2 белая пешка · g2 белая пешка · h2 белая пешка | a7 чёрная пешка · f7 чёрная пешка · g7 чёрная пешка · h7 чёрная пешка · b6 чёрная пешка · e6 чёрная пешка · c4 белая пешка · d4 белая пешка · a2 белая пешка · f2 белая пешка · g2 белая пешка · h2 белая пешка | 7 |
| 6 | a7 чёрная пешка · f7 чёрная пешка · g7 чёрная пешка · h7 чёрная пешка · b6 чёрная пешка · e6 чёрная пешка · c4 белая пешка · d4 белая пешка · a2 белая пешка · f2 белая пешка · g2 белая пешка · h2 белая пешка | a7 чёрная пешка · f7 чёрная пешка · g7 чёрная пешка · h7 чёрная пешка · b6 чёрная пешка · e6 чёрная пешка · c4 белая пешка · d4 белая пешка · a2 белая пешка · f2 белая пешка · g2 белая пешка · h2 белая пешка | a7 чёрная пешка · f7 чёрная пешка · g7 чёрная пешка · h7 чёрная пешка · b6 чёрная пешка · e6 чёрная пешка · c4 белая пешка · d4 белая пешка · a2 белая пешка · f2 белая пешка · g2 белая пешка · h2 белая пешка | a7 чёрная пешка · f7 чёрная пешка · g7 чёрная пешка · h7 чёрная пешка · b6 чёрная пешка · e6 чёрная пешка · c4 белая пешка · d4 белая пешка · a2 белая пешка · f2 белая пешка · g2 белая пешка · h2 белая пешка | a7 чёрная пешка · f7 чёрная пешка · g7 чёрная пешка · h7 чёрная пешка · b6 чёрная пешка · e6 чёрная пешка · c4 белая пешка · d4 белая пешка · a2 белая пешка · f2 белая пешка · g2 белая пешка · h2 белая пешка | a7 чёрная пешка · f7 чёрная пешка · g7 чёрная пешка · h7 чёрная пешка · b6 чёрная пешка · e6 чёрная пешка · c4 белая пешка · d4 белая пешка · a2 белая пешка · f2 белая пешка · g2 белая пешка · h2 белая пешка | a7 чёрная пешка · f7 чёрная пешка · g7 чёрная пешка · h7 чёрная пешка · b6 чёрная пешка · e6 чёрная пешка · c4 белая пешка · d4 белая пешка · a2 белая пешка · f2 белая пешка · g2 белая пешка · h2 белая пешка | a7 чёрная пешка · f7 чёрная пешка · g7 чёрная пешка · h7 чёрная пешка · b6 чёрная пешка · e6 чёрная пешка · c4 белая пешка · d4 белая пешка · a2 белая пешка · f2 белая пешка · g2 белая пешка · h2 белая пешка | 6 |
| 5 | a7 чёрная пешка · f7 чёрная пешка · g7 чёрная пешка · h7 чёрная пешка · b6 чёрная пешка · e6 чёрная пешка · c4 белая пешка · d4 белая пешка · a2 белая пешка · f2 белая пешка · g2 белая пешка · h2 белая пешка | a7 чёрная пешка · f7 чёрная пешка · g7 чёрная пешка · h7 чёрная пешка · b6 чёрная пешка · e6 чёрная пешка · c4 белая пешка · d4 белая пешка · a2 белая пешка · f2 белая пешка · g2 белая пешка · h2 белая пешка | a7 чёрная пешка · f7 чёрная пешка · g7 чёрная пешка · h7 чёрная пешка · b6 чёрная пешка · e6 чёрная пешка · c4 белая пешка · d4 белая пешка · a2 белая пешка · f2 белая пешка · g2 белая пешка · h2 белая пешка | a7 чёрная пешка · f7 чёрная пешка · g7 чёрная пешка · h7 чёрная пешка · b6 чёрная пешка · e6 чёрная пешка · c4 белая пешка · d4 белая пешка · a2 белая пешка · f2 белая пешка · g2 белая пешка · h2 белая пешка | a7 чёрная пешка · f7 чёрная пешка · g7 чёрная пешка · h7 чёрная пешка · b6 чёрная пешка · e6 чёрная пешка · c4 белая пешка · d4 белая пешка · a2 белая пешка · f2 белая пешка · g2 белая пешка · h2 белая пешка | a7 чёрная пешка · f7 чёрная пешка · g7 чёрная пешка · h7 чёрная пешка · b6 чёрная пешка · e6 чёрная пешка · c4 белая пешка · d4 белая пешка · a2 белая пешка · f2 белая пешка · g2 белая пешка · h2 белая пешка | a7 чёрная пешка · f7 чёрная пешка · g7 чёрная пешка · h7 чёрная пешка · b6 чёрная пешка · e6 чёрная пешка · c4 белая пешка · d4 белая пешка · a2 белая пешка · f2 белая пешка · g2 белая пешка · h2 белая пешка | a7 чёрная пешка · f7 чёрная пешка · g7 чёрная пешка · h7 чёрная пешка · b6 чёрная пешка · e6 чёрная пешка · c4 белая пешка · d4 белая пешка · a2 белая пешка · f2 белая пешка · g2 белая пешка · h2 белая пешка | 5 |
| 4 | a7 чёрная пешка · f7 чёрная пешка · g7 чёрная пешка · h7 чёрная пешка · b6 чёрная пешка · e6 чёрная пешка · c4 белая пешка · d4 белая пешка · a2 белая пешка · f2 белая пешка · g2 белая пешка · h2 белая пешка | a7 чёрная пешка · f7 чёрная пешка · g7 чёрная пешка · h7 чёрная пешка · b6 чёрная пешка · e6 чёрная пешка · c4 белая пешка · d4 белая пешка · a2 белая пешка · f2 белая пешка · g2 белая пешка · h2 белая пешка | a7 чёрная пешка · f7 чёрная пешка · g7 чёрная пешка · h7 чёрная пешка · b6 чёрная пешка · e6 чёрная пешка · c4 белая пешка · d4 белая пешка · a2 белая пешка · f2 белая пешка · g2 белая пешка · h2 белая пешка | a7 чёрная пешка · f7 чёрная пешка · g7 чёрная пешка · h7 чёрная пешка · b6 чёрная пешка · e6 чёрная пешка · c4 белая пешка · d4 белая пешка · a2 белая пешка · f2 белая пешка · g2 белая пешка · h2 белая пешка | a7 чёрная пешка · f7 чёрная пешка · g7 чёрная пешка · h7 чёрная пешка · b6 чёрная пешка · e6 чёрная пешка · c4 белая пешка · d4 белая пешка · a2 белая пешка · f2 белая пешка · g2 белая пешка · h2 белая пешка | a7 чёрная пешка · f7 чёрная пешка · g7 чёрная пешка · h7 чёрная пешка · b6 чёрная пешка · e6 чёрная пешка · c4 белая пешка · d4 белая пешка · a2 белая пешка · f2 белая пешка · g2 белая пешка · h2 белая пешка | a7 чёрная пешка · f7 чёрная пешка · g7 чёрная пешка · h7 чёрная пешка · b6 чёрная пешка · e6 чёрная пешка · c4 белая пешка · d4 белая пешка · a2 белая пешка · f2 белая пешка · g2 белая пешка · h2 белая пешка | a7 чёрная пешка · f7 чёрная пешка · g7 чёрная пешка · h7 чёрная пешка · b6 чёрная пешка · e6 чёрная пешка · c4 белая пешка · d4 белая пешка · a2 белая пешка · f2 белая пешка · g2 белая пешка · h2 белая пешка | 4 |
| 3 | a7 чёрная пешка · f7 чёрная пешка · g7 чёрная пешка · h7 чёрная пешка · b6 чёрная пешка · e6 чёрная пешка · c4 белая пешка · d4 белая пешка · a2 белая пешка · f2 белая пешка · g2 белая пешка · h2 белая пешка | a7 чёрная пешка · f7 чёрная пешка · g7 чёрная пешка · h7 чёрная пешка · b6 чёрная пешка · e6 чёрная пешка · c4 белая пешка · d4 белая пешка · a2 белая пешка · f2 белая пешка · g2 белая пешка · h2 белая пешка | a7 чёрная пешка · f7 чёрная пешка · g7 чёрная пешка · h7 чёрная пешка · b6 чёрная пешка · e6 чёрная пешка · c4 белая пешка · d4 белая пешка · a2 белая пешка · f2 белая пешка · g2 белая пешка · h2 белая пешка | a7 чёрная пешка · f7 чёрная пешка · g7 чёрная пешка · h7 чёрная пешка · b6 чёрная пешка · e6 чёрная пешка · c4 белая пешка · d4 белая пешка · a2 белая пешка · f2 белая пешка · g2 белая пешка · h2 белая пешка | a7 чёрная пешка · f7 чёрная пешка · g7 чёрная пешка · h7 чёрная пешка · b6 чёрная пешка · e6 чёрная пешка · c4 белая пешка · d4 белая пешка · a2 белая пешка · f2 белая пешка · g2 белая пешка · h2 белая пешка | a7 чёрная пешка · f7 чёрная пешка · g7 чёрная пешка · h7 чёрная пешка · b6 чёрная пешка · e6 чёрная пешка · c4 белая пешка · d4 белая пешка · a2 белая пешка · f2 белая пешка · g2 белая пешка · h2 белая пешка | a7 чёрная пешка · f7 чёрная пешка · g7 чёрная пешка · h7 чёрная пешка · b6 чёрная пешка · e6 чёрная пешка · c4 белая пешка · d4 белая пешка · a2 белая пешка · f2 белая пешка · g2 белая пешка · h2 белая пешка | a7 чёрная пешка · f7 чёрная пешка · g7 чёрная пешка · h7 чёрная пешка · b6 чёрная пешка · e6 чёрная пешка · c4 белая пешка · d4 белая пешка · a2 белая пешка · f2 белая пешка · g2 белая пешка · h2 белая пешка | 3 |
| 2 | a7 чёрная пешка · f7 чёрная пешка · g7 чёрная пешка · h7 чёрная пешка · b6 чёрная пешка · e6 чёрная пешка · c4 белая пешка · d4 белая пешка · a2 белая пешка · f2 белая пешка · g2 белая пешка · h2 белая пешка | a7 чёрная пешка · f7 чёрная пешка · g7 чёрная пешка · h7 чёрная пешка · b6 чёрная пешка · e6 чёрная пешка · c4 белая пешка · d4 белая пешка · a2 белая пешка · f2 белая пешка · g2 белая пешка · h2 белая пешка | a7 чёрная пешка · f7 чёрная пешка · g7 чёрная пешка · h7 чёрная пешка · b6 чёрная пешка · e6 чёрная пешка · c4 белая пешка · d4 белая пешка · a2 белая пешка · f2 белая пешка · g2 белая пешка · h2 белая пешка | a7 чёрная пешка · f7 чёрная пешка · g7 чёрная пешка · h7 чёрная пешка · b6 чёрная пешка · e6 чёрная пешка · c4 белая пешка · d4 белая пешка · a2 белая пешка · f2 белая пешка · g2 белая пешка · h2 белая пешка | a7 чёрная пешка · f7 чёрная пешка · g7 чёрная пешка · h7 чёрная пешка · b6 чёрная пешка · e6 чёрная пешка · c4 белая пешка · d4 белая пешка · a2 белая пешка · f2 белая пешка · g2 белая пешка · h2 белая пешка | a7 чёрная пешка · f7 чёрная пешка · g7 чёрная пешка · h7 чёрная пешка · b6 чёрная пешка · e6 чёрная пешка · c4 белая пешка · d4 белая пешка · a2 белая пешка · f2 белая пешка · g2 белая пешка · h2 белая пешка | a7 чёрная пешка · f7 чёрная пешка · g7 чёрная пешка · h7 чёрная пешка · b6 чёрная пешка · e6 чёрная пешка · c4 белая пешка · d4 белая пешка · a2 белая пешка · f2 белая пешка · g2 белая пешка · h2 белая пешка | a7 чёрная пешка · f7 чёрная пешка · g7 чёрная пешка · h7 чёрная пешка · b6 чёрная пешка · e6 чёрная пешка · c4 белая пешка · d4 белая пешка · a2 белая пешка · f2 белая пешка · g2 белая пешка · h2 белая пешка | 2 |
| 1 | a7 чёрная пешка · f7 чёрная пешка · g7 чёрная пешка · h7 чёрная пешка · b6 чёрная пешка · e6 чёрная пешка · c4 белая пешка · d4 белая пешка · a2 белая пешка · f2 белая пешка · g2 белая пешка · h2 белая пешка | a7 чёрная пешка · f7 чёрная пешка · g7 чёрная пешка · h7 чёрная пешка · b6 чёрная пешка · e6 чёрная пешка · c4 белая пешка · d4 белая пешка · a2 белая пешка · f2 белая пешка · g2 белая пешка · h2 белая пешка | a7 чёрная пешка · f7 чёрная пешка · g7 чёрная пешка · h7 чёрная пешка · b6 чёрная пешка · e6 чёрная пешка · c4 белая пешка · d4 белая пешка · a2 белая пешка · f2 белая пешка · g2 белая пешка · h2 белая пешка | a7 чёрная пешка · f7 чёрная пешка · g7 чёрная пешка · h7 чёрная пешка · b6 чёрная пешка · e6 чёрная пешка · c4 белая пешка · d4 белая пешка · a2 белая пешка · f2 белая пешка · g2 белая пешка · h2 белая пешка | a7 чёрная пешка · f7 чёрная пешка · g7 чёрная пешка · h7 чёрная пешка · b6 чёрная пешка · e6 чёрная пешка · c4 белая пешка · d4 белая пешка · a2 белая пешка · f2 белая пешка · g2 белая пешка · h2 белая пешка | a7 чёрная пешка · f7 чёрная пешка · g7 чёрная пешка · h7 чёрная пешка · b6 чёрная пешка · e6 чёрная пешка · c4 белая пешка · d4 белая пешка · a2 белая пешка · f2 белая пешка · g2 белая пешка · h2 белая пешка | a7 чёрная пешка · f7 чёрная пешка · g7 чёрная пешка · h7 чёрная пешка · b6 чёрная пешка · e6 чёрная пешка · c4 белая пешка · d4 белая пешка · a2 белая пешка · f2 белая пешка · g2 белая пешка · h2 белая пешка | a7 чёрная пешка · f7 чёрная пешка · g7 чёрная пешка · h7 чёрная пешка · b6 чёрная пешка · e6 чёрная пешка · c4 белая пешка · d4 белая пешка · a2 белая пешка · f2 белая пешка · g2 белая пешка · h2 белая пешка | 1 |
|   | a | b | c | d | e | f | g | h |   |

- Карлсбадская пешечная структура характеризуется симметричным относительно центра пешечным скелетом, в котором наиболее продвинутые пешки соперников блокированы одна другой.

|   | a | b | c | d | e | f | g | h |   |
| - | --- | --- | --- | --- | --- | --- | --- | --- | - |
| 8 | a7 чёрная пешка · b7 чёрная пешка · f7 чёрная пешка · g7 чёрная пешка · h7 чёрная пешка · c6 чёрная пешка · d5 чёрная пешка · d4 белая пешка · e3 белая пешка · a2 белая пешка · b2 белая пешка · f2 белая пешка · g2 белая пешка · h2 белая пешка | a7 чёрная пешка · b7 чёрная пешка · f7 чёрная пешка · g7 чёрная пешка · h7 чёрная пешка · c6 чёрная пешка · d5 чёрная пешка · d4 белая пешка · e3 белая пешка · a2 белая пешка · b2 белая пешка · f2 белая пешка · g2 белая пешка · h2 белая пешка | a7 чёрная пешка · b7 чёрная пешка · f7 чёрная пешка · g7 чёрная пешка · h7 чёрная пешка · c6 чёрная пешка · d5 чёрная пешка · d4 белая пешка · e3 белая пешка · a2 белая пешка · b2 белая пешка · f2 белая пешка · g2 белая пешка · h2 белая пешка | a7 чёрная пешка · b7 чёрная пешка · f7 чёрная пешка · g7 чёрная пешка · h7 чёрная пешка · c6 чёрная пешка · d5 чёрная пешка · d4 белая пешка · e3 белая пешка · a2 белая пешка · b2 белая пешка · f2 белая пешка · g2 белая пешка · h2 белая пешка | a7 чёрная пешка · b7 чёрная пешка · f7 чёрная пешка · g7 чёрная пешка · h7 чёрная пешка · c6 чёрная пешка · d5 чёрная пешка · d4 белая пешка · e3 белая пешка · a2 белая пешка · b2 белая пешка · f2 белая пешка · g2 белая пешка · h2 белая пешка | a7 чёрная пешка · b7 чёрная пешка · f7 чёрная пешка · g7 чёрная пешка · h7 чёрная пешка · c6 чёрная пешка · d5 чёрная пешка · d4 белая пешка · e3 белая пешка · a2 белая пешка · b2 белая пешка · f2 белая пешка · g2 белая пешка · h2 белая пешка | a7 чёрная пешка · b7 чёрная пешка · f7 чёрная пешка · g7 чёрная пешка · h7 чёрная пешка · c6 чёрная пешка · d5 чёрная пешка · d4 белая пешка · e3 белая пешка · a2 белая пешка · b2 белая пешка · f2 белая пешка · g2 белая пешка · h2 белая пешка | a7 чёрная пешка · b7 чёрная пешка · f7 чёрная пешка · g7 чёрная пешка · h7 чёрная пешка · c6 чёрная пешка · d5 чёрная пешка · d4 белая пешка · e3 белая пешка · a2 белая пешка · b2 белая пешка · f2 белая пешка · g2 белая пешка · h2 белая пешка | 8 |
| 7 | a7 чёрная пешка · b7 чёрная пешка · f7 чёрная пешка · g7 чёрная пешка · h7 чёрная пешка · c6 чёрная пешка · d5 чёрная пешка · d4 белая пешка · e3 белая пешка · a2 белая пешка · b2 белая пешка · f2 белая пешка · g2 белая пешка · h2 белая пешка | a7 чёрная пешка · b7 чёрная пешка · f7 чёрная пешка · g7 чёрная пешка · h7 чёрная пешка · c6 чёрная пешка · d5 чёрная пешка · d4 белая пешка · e3 белая пешка · a2 белая пешка · b2 белая пешка · f2 белая пешка · g2 белая пешка · h2 белая пешка | a7 чёрная пешка · b7 чёрная пешка · f7 чёрная пешка · g7 чёрная пешка · h7 чёрная пешка · c6 чёрная пешка · d5 чёрная пешка · d4 белая пешка · e3 белая пешка · a2 белая пешка · b2 белая пешка · f2 белая пешка · g2 белая пешка · h2 белая пешка | a7 чёрная пешка · b7 чёрная пешка · f7 чёрная пешка · g7 чёрная пешка · h7 чёрная пешка · c6 чёрная пешка · d5 чёрная пешка · d4 белая пешка · e3 белая пешка · a2 белая пешка · b2 белая пешка · f2 белая пешка · g2 белая пешка · h2 белая пешка | a7 чёрная пешка · b7 чёрная пешка · f7 чёрная пешка · g7 чёрная пешка · h7 чёрная пешка · c6 чёрная пешка · d5 чёрная пешка · d4 белая пешка · e3 белая пешка · a2 белая пешка · b2 белая пешка · f2 белая пешка · g2 белая пешка · h2 белая пешка | a7 чёрная пешка · b7 чёрная пешка · f7 чёрная пешка · g7 чёрная пешка · h7 чёрная пешка · c6 чёрная пешка · d5 чёрная пешка · d4 белая пешка · e3 белая пешка · a2 белая пешка · b2 белая пешка · f2 белая пешка · g2 белая пешка · h2 белая пешка | a7 чёрная пешка · b7 чёрная пешка · f7 чёрная пешка · g7 чёрная пешка · h7 чёрная пешка · c6 чёрная пешка · d5 чёрная пешка · d4 белая пешка · e3 белая пешка · a2 белая пешка · b2 белая пешка · f2 белая пешка · g2 белая пешка · h2 белая пешка | a7 чёрная пешка · b7 чёрная пешка · f7 чёрная пешка · g7 чёрная пешка · h7 чёрная пешка · c6 чёрная пешка · d5 чёрная пешка · d4 белая пешка · e3 белая пешка · a2 белая пешка · b2 белая пешка · f2 белая пешка · g2 белая пешка · h2 белая пешка | 7 |
| 6 | a7 чёрная пешка · b7 чёрная пешка · f7 чёрная пешка · g7 чёрная пешка · h7 чёрная пешка · c6 чёрная пешка · d5 чёрная пешка · d4 белая пешка · e3 белая пешка · a2 белая пешка · b2 белая пешка · f2 белая пешка · g2 белая пешка · h2 белая пешка | a7 чёрная пешка · b7 чёрная пешка · f7 чёрная пешка · g7 чёрная пешка · h7 чёрная пешка · c6 чёрная пешка · d5 чёрная пешка · d4 белая пешка · e3 белая пешка · a2 белая пешка · b2 белая пешка · f2 белая пешка · g2 белая пешка · h2 белая пешка | a7 чёрная пешка · b7 чёрная пешка · f7 чёрная пешка · g7 чёрная пешка · h7 чёрная пешка · c6 чёрная пешка · d5 чёрная пешка · d4 белая пешка · e3 белая пешка · a2 белая пешка · b2 белая пешка · f2 белая пешка · g2 белая пешка · h2 белая пешка | a7 чёрная пешка · b7 чёрная пешка · f7 чёрная пешка · g7 чёрная пешка · h7 чёрная пешка · c6 чёрная пешка · d5 чёрная пешка · d4 белая пешка · e3 белая пешка · a2 белая пешка · b2 белая пешка · f2 белая пешка · g2 белая пешка · h2 белая пешка | a7 чёрная пешка · b7 чёрная пешка · f7 чёрная пешка · g7 чёрная пешка · h7 чёрная пешка · c6 чёрная пешка · d5 чёрная пешка · d4 белая пешка · e3 белая пешка · a2 белая пешка · b2 белая пешка · f2 белая пешка · g2 белая пешка · h2 белая пешка | a7 чёрная пешка · b7 чёрная пешка · f7 чёрная пешка · g7 чёрная пешка · h7 чёрная пешка · c6 чёрная пешка · d5 чёрная пешка · d4 белая пешка · e3 белая пешка · a2 белая пешка · b2 белая пешка · f2 белая пешка · g2 белая пешка · h2 белая пешка | a7 чёрная пешка · b7 чёрная пешка · f7 чёрная пешка · g7 чёрная пешка · h7 чёрная пешка · c6 чёрная пешка · d5 чёрная пешка · d4 белая пешка · e3 белая пешка · a2 белая пешка · b2 белая пешка · f2 белая пешка · g2 белая пешка · h2 белая пешка | a7 чёрная пешка · b7 чёрная пешка · f7 чёрная пешка · g7 чёрная пешка · h7 чёрная пешка · c6 чёрная пешка · d5 чёрная пешка · d4 белая пешка · e3 белая пешка · a2 белая пешка · b2 белая пешка · f2 белая пешка · g2 белая пешка · h2 белая пешка | 6 |
| 5 | a7 чёрная пешка · b7 чёрная пешка · f7 чёрная пешка · g7 чёрная пешка · h7 чёрная пешка · c6 чёрная пешка · d5 чёрная пешка · d4 белая пешка · e3 белая пешка · a2 белая пешка · b2 белая пешка · f2 белая пешка · g2 белая пешка · h2 белая пешка | a7 чёрная пешка · b7 чёрная пешка · f7 чёрная пешка · g7 чёрная пешка · h7 чёрная пешка · c6 чёрная пешка · d5 чёрная пешка · d4 белая пешка · e3 белая пешка · a2 белая пешка · b2 белая пешка · f2 белая пешка · g2 белая пешка · h2 белая пешка | a7 чёрная пешка · b7 чёрная пешка · f7 чёрная пешка · g7 чёрная пешка · h7 чёрная пешка · c6 чёрная пешка · d5 чёрная пешка · d4 белая пешка · e3 белая пешка · a2 белая пешка · b2 белая пешка · f2 белая пешка · g2 белая пешка · h2 белая пешка | a7 чёрная пешка · b7 чёрная пешка · f7 чёрная пешка · g7 чёрная пешка · h7 чёрная пешка · c6 чёрная пешка · d5 чёрная пешка · d4 белая пешка · e3 белая пешка · a2 белая пешка · b2 белая пешка · f2 белая пешка · g2 белая пешка · h2 белая пешка | a7 чёрная пешка · b7 чёрная пешка · f7 чёрная пешка · g7 чёрная пешка · h7 чёрная пешка · c6 чёрная пешка · d5 чёрная пешка · d4 белая пешка · e3 белая пешка · a2 белая пешка · b2 белая пешка · f2 белая пешка · g2 белая пешка · h2 белая пешка | a7 чёрная пешка · b7 чёрная пешка · f7 чёрная пешка · g7 чёрная пешка · h7 чёрная пешка · c6 чёрная пешка · d5 чёрная пешка · d4 белая пешка · e3 белая пешка · a2 белая пешка · b2 белая пешка · f2 белая пешка · g2 белая пешка · h2 белая пешка | a7 чёрная пешка · b7 чёрная пешка · f7 чёрная пешка · g7 чёрная пешка · h7 чёрная пешка · c6 чёрная пешка · d5 чёрная пешка · d4 белая пешка · e3 белая пешка · a2 белая пешка · b2 белая пешка · f2 белая пешка · g2 белая пешка · h2 белая пешка | a7 чёрная пешка · b7 чёрная пешка · f7 чёрная пешка · g7 чёрная пешка · h7 чёрная пешка · c6 чёрная пешка · d5 чёрная пешка · d4 белая пешка · e3 белая пешка · a2 белая пешка · b2 белая пешка · f2 белая пешка · g2 белая пешка · h2 белая пешка | 5 |
| 4 | a7 чёрная пешка · b7 чёрная пешка · f7 чёрная пешка · g7 чёрная пешка · h7 чёрная пешка · c6 чёрная пешка · d5 чёрная пешка · d4 белая пешка · e3 белая пешка · a2 белая пешка · b2 белая пешка · f2 белая пешка · g2 белая пешка · h2 белая пешка | a7 чёрная пешка · b7 чёрная пешка · f7 чёрная пешка · g7 чёрная пешка · h7 чёрная пешка · c6 чёрная пешка · d5 чёрная пешка · d4 белая пешка · e3 белая пешка · a2 белая пешка · b2 белая пешка · f2 белая пешка · g2 белая пешка · h2 белая пешка | a7 чёрная пешка · b7 чёрная пешка · f7 чёрная пешка · g7 чёрная пешка · h7 чёрная пешка · c6 чёрная пешка · d5 чёрная пешка · d4 белая пешка · e3 белая пешка · a2 белая пешка · b2 белая пешка · f2 белая пешка · g2 белая пешка · h2 белая пешка | a7 чёрная пешка · b7 чёрная пешка · f7 чёрная пешка · g7 чёрная пешка · h7 чёрная пешка · c6 чёрная пешка · d5 чёрная пешка · d4 белая пешка · e3 белая пешка · a2 белая пешка · b2 белая пешка · f2 белая пешка · g2 белая пешка · h2 белая пешка | a7 чёрная пешка · b7 чёрная пешка · f7 чёрная пешка · g7 чёрная пешка · h7 чёрная пешка · c6 чёрная пешка · d5 чёрная пешка · d4 белая пешка · e3 белая пешка · a2 белая пешка · b2 белая пешка · f2 белая пешка · g2 белая пешка · h2 белая пешка | a7 чёрная пешка · b7 чёрная пешка · f7 чёрная пешка · g7 чёрная пешка · h7 чёрная пешка · c6 чёрная пешка · d5 чёрная пешка · d4 белая пешка · e3 белая пешка · a2 белая пешка · b2 белая пешка · f2 белая пешка · g2 белая пешка · h2 белая пешка | a7 чёрная пешка · b7 чёрная пешка · f7 чёрная пешка · g7 чёрная пешка · h7 чёрная пешка · c6 чёрная пешка · d5 чёрная пешка · d4 белая пешка · e3 белая пешка · a2 белая пешка · b2 белая пешка · f2 белая пешка · g2 белая пешка · h2 белая пешка | a7 чёрная пешка · b7 чёрная пешка · f7 чёрная пешка · g7 чёрная пешка · h7 чёрная пешка · c6 чёрная пешка · d5 чёрная пешка · d4 белая пешка · e3 белая пешка · a2 белая пешка · b2 белая пешка · f2 белая пешка · g2 белая пешка · h2 белая пешка | 4 |
| 3 | a7 чёрная пешка · b7 чёрная пешка · f7 чёрная пешка · g7 чёрная пешка · h7 чёрная пешка · c6 чёрная пешка · d5 чёрная пешка · d4 белая пешка · e3 белая пешка · a2 белая пешка · b2 белая пешка · f2 белая пешка · g2 белая пешка · h2 белая пешка | a7 чёрная пешка · b7 чёрная пешка · f7 чёрная пешка · g7 чёрная пешка · h7 чёрная пешка · c6 чёрная пешка · d5 чёрная пешка · d4 белая пешка · e3 белая пешка · a2 белая пешка · b2 белая пешка · f2 белая пешка · g2 белая пешка · h2 белая пешка | a7 чёрная пешка · b7 чёрная пешка · f7 чёрная пешка · g7 чёрная пешка · h7 чёрная пешка · c6 чёрная пешка · d5 чёрная пешка · d4 белая пешка · e3 белая пешка · a2 белая пешка · b2 белая пешка · f2 белая пешка · g2 белая пешка · h2 белая пешка | a7 чёрная пешка · b7 чёрная пешка · f7 чёрная пешка · g7 чёрная пешка · h7 чёрная пешка · c6 чёрная пешка · d5 чёрная пешка · d4 белая пешка · e3 белая пешка · a2 белая пешка · b2 белая пешка · f2 белая пешка · g2 белая пешка · h2 белая пешка | a7 чёрная пешка · b7 чёрная пешка · f7 чёрная пешка · g7 чёрная пешка · h7 чёрная пешка · c6 чёрная пешка · d5 чёрная пешка · d4 белая пешка · e3 белая пешка · a2 белая пешка · b2 белая пешка · f2 белая пешка · g2 белая пешка · h2 белая пешка | a7 чёрная пешка · b7 чёрная пешка · f7 чёрная пешка · g7 чёрная пешка · h7 чёрная пешка · c6 чёрная пешка · d5 чёрная пешка · d4 белая пешка · e3 белая пешка · a2 белая пешка · b2 белая пешка · f2 белая пешка · g2 белая пешка · h2 белая пешка | a7 чёрная пешка · b7 чёрная пешка · f7 чёрная пешка · g7 чёрная пешка · h7 чёрная пешка · c6 чёрная пешка · d5 чёрная пешка · d4 белая пешка · e3 белая пешка · a2 белая пешка · b2 белая пешка · f2 белая пешка · g2 белая пешка · h2 белая пешка | a7 чёрная пешка · b7 чёрная пешка · f7 чёрная пешка · g7 чёрная пешка · h7 чёрная пешка · c6 чёрная пешка · d5 чёрная пешка · d4 белая пешка · e3 белая пешка · a2 белая пешка · b2 белая пешка · f2 белая пешка · g2 белая пешка · h2 белая пешка | 3 |
| 2 | a7 чёрная пешка · b7 чёрная пешка · f7 чёрная пешка · g7 чёрная пешка · h7 чёрная пешка · c6 чёрная пешка · d5 чёрная пешка · d4 белая пешка · e3 белая пешка · a2 белая пешка · b2 белая пешка · f2 белая пешка · g2 белая пешка · h2 белая пешка | a7 чёрная пешка · b7 чёрная пешка · f7 чёрная пешка · g7 чёрная пешка · h7 чёрная пешка · c6 чёрная пешка · d5 чёрная пешка · d4 белая пешка · e3 белая пешка · a2 белая пешка · b2 белая пешка · f2 белая пешка · g2 белая пешка · h2 белая пешка | a7 чёрная пешка · b7 чёрная пешка · f7 чёрная пешка · g7 чёрная пешка · h7 чёрная пешка · c6 чёрная пешка · d5 чёрная пешка · d4 белая пешка · e3 белая пешка · a2 белая пешка · b2 белая пешка · f2 белая пешка · g2 белая пешка · h2 белая пешка | a7 чёрная пешка · b7 чёрная пешка · f7 чёрная пешка · g7 чёрная пешка · h7 чёрная пешка · c6 чёрная пешка · d5 чёрная пешка · d4 белая пешка · e3 белая пешка · a2 белая пешка · b2 белая пешка · f2 белая пешка · g2 белая пешка · h2 белая пешка | a7 чёрная пешка · b7 чёрная пешка · f7 чёрная пешка · g7 чёрная пешка · h7 чёрная пешка · c6 чёрная пешка · d5 чёрная пешка · d4 белая пешка · e3 белая пешка · a2 белая пешка · b2 белая пешка · f2 белая пешка · g2 белая пешка · h2 белая пешка | a7 чёрная пешка · b7 чёрная пешка · f7 чёрная пешка · g7 чёрная пешка · h7 чёрная пешка · c6 чёрная пешка · d5 чёрная пешка · d4 белая пешка · e3 белая пешка · a2 белая пешка · b2 белая пешка · f2 белая пешка · g2 белая пешка · h2 белая пешка | a7 чёрная пешка · b7 чёрная пешка · f7 чёрная пешка · g7 чёрная пешка · h7 чёрная пешка · c6 чёрная пешка · d5 чёрная пешка · d4 белая пешка · e3 белая пешка · a2 белая пешка · b2 белая пешка · f2 белая пешка · g2 белая пешка · h2 белая пешка | a7 чёрная пешка · b7 чёрная пешка · f7 чёрная пешка · g7 чёрная пешка · h7 чёрная пешка · c6 чёрная пешка · d5 чёрная пешка · d4 белая пешка · e3 белая пешка · a2 белая пешка · b2 белая пешка · f2 белая пешка · g2 белая пешка · h2 белая пешка | 2 |
| 1 | a7 чёрная пешка · b7 чёрная пешка · f7 чёрная пешка · g7 чёрная пешка · h7 чёрная пешка · c6 чёрная пешка · d5 чёрная пешка · d4 белая пешка · e3 белая пешка · a2 белая пешка · b2 белая пешка · f2 белая пешка · g2 белая пешка · h2 белая пешка | a7 чёрная пешка · b7 чёрная пешка · f7 чёрная пешка · g7 чёрная пешка · h7 чёрная пешка · c6 чёрная пешка · d5 чёрная пешка · d4 белая пешка · e3 белая пешка · a2 белая пешка · b2 белая пешка · f2 белая пешка · g2 белая пешка · h2 белая пешка | a7 чёрная пешка · b7 чёрная пешка · f7 чёрная пешка · g7 чёрная пешка · h7 чёрная пешка · c6 чёрная пешка · d5 чёрная пешка · d4 белая пешка · e3 белая пешка · a2 белая пешка · b2 белая пешка · f2 белая пешка · g2 белая пешка · h2 белая пешка | a7 чёрная пешка · b7 чёрная пешка · f7 чёрная пешка · g7 чёрная пешка · h7 чёрная пешка · c6 чёрная пешка · d5 чёрная пешка · d4 белая пешка · e3 белая пешка · a2 белая пешка · b2 белая пешка · f2 белая пешка · g2 белая пешка · h2 белая пешка | a7 чёрная пешка · b7 чёрная пешка · f7 чёрная пешка · g7 чёрная пешка · h7 чёрная пешка · c6 чёрная пешка · d5 чёрная пешка · d4 белая пешка · e3 белая пешка · a2 белая пешка · b2 белая пешка · f2 белая пешка · g2 белая пешка · h2 белая пешка | a7 чёрная пешка · b7 чёрная пешка · f7 чёрная пешка · g7 чёрная пешка · h7 чёрная пешка · c6 чёрная пешка · d5 чёрная пешка · d4 белая пешка · e3 белая пешка · a2 белая пешка · b2 белая пешка · f2 белая пешка · g2 белая пешка · h2 белая пешка | a7 чёрная пешка · b7 чёрная пешка · f7 чёрная пешка · g7 чёрная пешка · h7 чёрная пешка · c6 чёрная пешка · d5 чёрная пешка · d4 белая пешка · e3 белая пешка · a2 белая пешка · b2 белая пешка · f2 белая пешка · g2 белая пешка · h2 белая пешка | a7 чёрная пешка · b7 чёрная пешка · f7 чёрная пешка · g7 чёрная пешка · h7 чёрная пешка · c6 чёрная пешка · d5 чёрная пешка · d4 белая пешка · e3 белая пешка · a2 белая пешка · b2 белая пешка · f2 белая пешка · g2 белая пешка · h2 белая пешка | 1 |
|   | a | b | c | d | e | f | g | h |   |

- Пешечная цепь — пешки защищают друг друга, образуя цепь, при этом пешки противоборствующих сторон нередко оказываются блокированы одна другой. Подобная достаточно длинная пешечная структура определяет так называемый закрытый тип позиции, в котором возможности дальнобойных фигур каждой из сторон существенно ограничены.

|   | a | b | c | d | e | f | g | h |   |
| - | --- | --- | --- | --- | --- | --- | --- | --- | - |
| 8 | e8 чёрный слон · g7 чёрный король · a6 чёрный конь · f6 чёрная пешка · e5 чёрная пешка · f5 белая пешка · d4 чёрная пешка · e4 белая пешка · c3 чёрная пешка · d3 белая пешка · c2 белая пешка · f1 белый король · h1 белая ладья | e8 чёрный слон · g7 чёрный король · a6 чёрный конь · f6 чёрная пешка · e5 чёрная пешка · f5 белая пешка · d4 чёрная пешка · e4 белая пешка · c3 чёрная пешка · d3 белая пешка · c2 белая пешка · f1 белый король · h1 белая ладья | e8 чёрный слон · g7 чёрный король · a6 чёрный конь · f6 чёрная пешка · e5 чёрная пешка · f5 белая пешка · d4 чёрная пешка · e4 белая пешка · c3 чёрная пешка · d3 белая пешка · c2 белая пешка · f1 белый король · h1 белая ладья | e8 чёрный слон · g7 чёрный король · a6 чёрный конь · f6 чёрная пешка · e5 чёрная пешка · f5 белая пешка · d4 чёрная пешка · e4 белая пешка · c3 чёрная пешка · d3 белая пешка · c2 белая пешка · f1 белый король · h1 белая ладья | e8 чёрный слон · g7 чёрный король · a6 чёрный конь · f6 чёрная пешка · e5 чёрная пешка · f5 белая пешка · d4 чёрная пешка · e4 белая пешка · c3 чёрная пешка · d3 белая пешка · c2 белая пешка · f1 белый король · h1 белая ладья | e8 чёрный слон · g7 чёрный король · a6 чёрный конь · f6 чёрная пешка · e5 чёрная пешка · f5 белая пешка · d4 чёрная пешка · e4 белая пешка · c3 чёрная пешка · d3 белая пешка · c2 белая пешка · f1 белый король · h1 белая ладья | e8 чёрный слон · g7 чёрный король · a6 чёрный конь · f6 чёрная пешка · e5 чёрная пешка · f5 белая пешка · d4 чёрная пешка · e4 белая пешка · c3 чёрная пешка · d3 белая пешка · c2 белая пешка · f1 белый король · h1 белая ладья | e8 чёрный слон · g7 чёрный король · a6 чёрный конь · f6 чёрная пешка · e5 чёрная пешка · f5 белая пешка · d4 чёрная пешка · e4 белая пешка · c3 чёрная пешка · d3 белая пешка · c2 белая пешка · f1 белый король · h1 белая ладья | 8 |
| 7 | e8 чёрный слон · g7 чёрный король · a6 чёрный конь · f6 чёрная пешка · e5 чёрная пешка · f5 белая пешка · d4 чёрная пешка · e4 белая пешка · c3 чёрная пешка · d3 белая пешка · c2 белая пешка · f1 белый король · h1 белая ладья | e8 чёрный слон · g7 чёрный король · a6 чёрный конь · f6 чёрная пешка · e5 чёрная пешка · f5 белая пешка · d4 чёрная пешка · e4 белая пешка · c3 чёрная пешка · d3 белая пешка · c2 белая пешка · f1 белый король · h1 белая ладья | e8 чёрный слон · g7 чёрный король · a6 чёрный конь · f6 чёрная пешка · e5 чёрная пешка · f5 белая пешка · d4 чёрная пешка · e4 белая пешка · c3 чёрная пешка · d3 белая пешка · c2 белая пешка · f1 белый король · h1 белая ладья | e8 чёрный слон · g7 чёрный король · a6 чёрный конь · f6 чёрная пешка · e5 чёрная пешка · f5 белая пешка · d4 чёрная пешка · e4 белая пешка · c3 чёрная пешка · d3 белая пешка · c2 белая пешка · f1 белый король · h1 белая ладья | e8 чёрный слон · g7 чёрный король · a6 чёрный конь · f6 чёрная пешка · e5 чёрная пешка · f5 белая пешка · d4 чёрная пешка · e4 белая пешка · c3 чёрная пешка · d3 белая пешка · c2 белая пешка · f1 белый король · h1 белая ладья | e8 чёрный слон · g7 чёрный король · a6 чёрный конь · f6 чёрная пешка · e5 чёрная пешка · f5 белая пешка · d4 чёрная пешка · e4 белая пешка · c3 чёрная пешка · d3 белая пешка · c2 белая пешка · f1 белый король · h1 белая ладья | e8 чёрный слон · g7 чёрный король · a6 чёрный конь · f6 чёрная пешка · e5 чёрная пешка · f5 белая пешка · d4 чёрная пешка · e4 белая пешка · c3 чёрная пешка · d3 белая пешка · c2 белая пешка · f1 белый король · h1 белая ладья | e8 чёрный слон · g7 чёрный король · a6 чёрный конь · f6 чёрная пешка · e5 чёрная пешка · f5 белая пешка · d4 чёрная пешка · e4 белая пешка · c3 чёрная пешка · d3 белая пешка · c2 белая пешка · f1 белый король · h1 белая ладья | 7 |
| 6 | e8 чёрный слон · g7 чёрный король · a6 чёрный конь · f6 чёрная пешка · e5 чёрная пешка · f5 белая пешка · d4 чёрная пешка · e4 белая пешка · c3 чёрная пешка · d3 белая пешка · c2 белая пешка · f1 белый король · h1 белая ладья | e8 чёрный слон · g7 чёрный король · a6 чёрный конь · f6 чёрная пешка · e5 чёрная пешка · f5 белая пешка · d4 чёрная пешка · e4 белая пешка · c3 чёрная пешка · d3 белая пешка · c2 белая пешка · f1 белый король · h1 белая ладья | e8 чёрный слон · g7 чёрный король · a6 чёрный конь · f6 чёрная пешка · e5 чёрная пешка · f5 белая пешка · d4 чёрная пешка · e4 белая пешка · c3 чёрная пешка · d3 белая пешка · c2 белая пешка · f1 белый король · h1 белая ладья | e8 чёрный слон · g7 чёрный король · a6 чёрный конь · f6 чёрная пешка · e5 чёрная пешка · f5 белая пешка · d4 чёрная пешка · e4 белая пешка · c3 чёрная пешка · d3 белая пешка · c2 белая пешка · f1 белый король · h1 белая ладья | e8 чёрный слон · g7 чёрный король · a6 чёрный конь · f6 чёрная пешка · e5 чёрная пешка · f5 белая пешка · d4 чёрная пешка · e4 белая пешка · c3 чёрная пешка · d3 белая пешка · c2 белая пешка · f1 белый король · h1 белая ладья | e8 чёрный слон · g7 чёрный король · a6 чёрный конь · f6 чёрная пешка · e5 чёрная пешка · f5 белая пешка · d4 чёрная пешка · e4 белая пешка · c3 чёрная пешка · d3 белая пешка · c2 белая пешка · f1 белый король · h1 белая ладья | e8 чёрный слон · g7 чёрный король · a6 чёрный конь · f6 чёрная пешка · e5 чёрная пешка · f5 белая пешка · d4 чёрная пешка · e4 белая пешка · c3 чёрная пешка · d3 белая пешка · c2 белая пешка · f1 белый король · h1 белая ладья | e8 чёрный слон · g7 чёрный король · a6 чёрный конь · f6 чёрная пешка · e5 чёрная пешка · f5 белая пешка · d4 чёрная пешка · e4 белая пешка · c3 чёрная пешка · d3 белая пешка · c2 белая пешка · f1 белый король · h1 белая ладья | 6 |
| 5 | e8 чёрный слон · g7 чёрный король · a6 чёрный конь · f6 чёрная пешка · e5 чёрная пешка · f5 белая пешка · d4 чёрная пешка · e4 белая пешка · c3 чёрная пешка · d3 белая пешка · c2 белая пешка · f1 белый король · h1 белая ладья | e8 чёрный слон · g7 чёрный король · a6 чёрный конь · f6 чёрная пешка · e5 чёрная пешка · f5 белая пешка · d4 чёрная пешка · e4 белая пешка · c3 чёрная пешка · d3 белая пешка · c2 белая пешка · f1 белый король · h1 белая ладья | e8 чёрный слон · g7 чёрный король · a6 чёрный конь · f6 чёрная пешка · e5 чёрная пешка · f5 белая пешка · d4 чёрная пешка · e4 белая пешка · c3 чёрная пешка · d3 белая пешка · c2 белая пешка · f1 белый король · h1 белая ладья | e8 чёрный слон · g7 чёрный король · a6 чёрный конь · f6 чёрная пешка · e5 чёрная пешка · f5 белая пешка · d4 чёрная пешка · e4 белая пешка · c3 чёрная пешка · d3 белая пешка · c2 белая пешка · f1 белый король · h1 белая ладья | e8 чёрный слон · g7 чёрный король · a6 чёрный конь · f6 чёрная пешка · e5 чёрная пешка · f5 белая пешка · d4 чёрная пешка · e4 белая пешка · c3 чёрная пешка · d3 белая пешка · c2 белая пешка · f1 белый король · h1 белая ладья | e8 чёрный слон · g7 чёрный король · a6 чёрный конь · f6 чёрная пешка · e5 чёрная пешка · f5 белая пешка · d4 чёрная пешка · e4 белая пешка · c3 чёрная пешка · d3 белая пешка · c2 белая пешка · f1 белый король · h1 белая ладья | e8 чёрный слон · g7 чёрный король · a6 чёрный конь · f6 чёрная пешка · e5 чёрная пешка · f5 белая пешка · d4 чёрная пешка · e4 белая пешка · c3 чёрная пешка · d3 белая пешка · c2 белая пешка · f1 белый король · h1 белая ладья | e8 чёрный слон · g7 чёрный король · a6 чёрный конь · f6 чёрная пешка · e5 чёрная пешка · f5 белая пешка · d4 чёрная пешка · e4 белая пешка · c3 чёрная пешка · d3 белая пешка · c2 белая пешка · f1 белый король · h1 белая ладья | 5 |
| 4 | e8 чёрный слон · g7 чёрный король · a6 чёрный конь · f6 чёрная пешка · e5 чёрная пешка · f5 белая пешка · d4 чёрная пешка · e4 белая пешка · c3 чёрная пешка · d3 белая пешка · c2 белая пешка · f1 белый король · h1 белая ладья | e8 чёрный слон · g7 чёрный король · a6 чёрный конь · f6 чёрная пешка · e5 чёрная пешка · f5 белая пешка · d4 чёрная пешка · e4 белая пешка · c3 чёрная пешка · d3 белая пешка · c2 белая пешка · f1 белый король · h1 белая ладья | e8 чёрный слон · g7 чёрный король · a6 чёрный конь · f6 чёрная пешка · e5 чёрная пешка · f5 белая пешка · d4 чёрная пешка · e4 белая пешка · c3 чёрная пешка · d3 белая пешка · c2 белая пешка · f1 белый король · h1 белая ладья | e8 чёрный слон · g7 чёрный король · a6 чёрный конь · f6 чёрная пешка · e5 чёрная пешка · f5 белая пешка · d4 чёрная пешка · e4 белая пешка · c3 чёрная пешка · d3 белая пешка · c2 белая пешка · f1 белый король · h1 белая ладья | e8 чёрный слон · g7 чёрный король · a6 чёрный конь · f6 чёрная пешка · e5 чёрная пешка · f5 белая пешка · d4 чёрная пешка · e4 белая пешка · c3 чёрная пешка · d3 белая пешка · c2 белая пешка · f1 белый король · h1 белая ладья | e8 чёрный слон · g7 чёрный король · a6 чёрный конь · f6 чёрная пешка · e5 чёрная пешка · f5 белая пешка · d4 чёрная пешка · e4 белая пешка · c3 чёрная пешка · d3 белая пешка · c2 белая пешка · f1 белый король · h1 белая ладья | e8 чёрный слон · g7 чёрный король · a6 чёрный конь · f6 чёрная пешка · e5 чёрная пешка · f5 белая пешка · d4 чёрная пешка · e4 белая пешка · c3 чёрная пешка · d3 белая пешка · c2 белая пешка · f1 белый король · h1 белая ладья | e8 чёрный слон · g7 чёрный король · a6 чёрный конь · f6 чёрная пешка · e5 чёрная пешка · f5 белая пешка · d4 чёрная пешка · e4 белая пешка · c3 чёрная пешка · d3 белая пешка · c2 белая пешка · f1 белый король · h1 белая ладья | 4 |
| 3 | e8 чёрный слон · g7 чёрный король · a6 чёрный конь · f6 чёрная пешка · e5 чёрная пешка · f5 белая пешка · d4 чёрная пешка · e4 белая пешка · c3 чёрная пешка · d3 белая пешка · c2 белая пешка · f1 белый король · h1 белая ладья | e8 чёрный слон · g7 чёрный король · a6 чёрный конь · f6 чёрная пешка · e5 чёрная пешка · f5 белая пешка · d4 чёрная пешка · e4 белая пешка · c3 чёрная пешка · d3 белая пешка · c2 белая пешка · f1 белый король · h1 белая ладья | e8 чёрный слон · g7 чёрный король · a6 чёрный конь · f6 чёрная пешка · e5 чёрная пешка · f5 белая пешка · d4 чёрная пешка · e4 белая пешка · c3 чёрная пешка · d3 белая пешка · c2 белая пешка · f1 белый король · h1 белая ладья | e8 чёрный слон · g7 чёрный король · a6 чёрный конь · f6 чёрная пешка · e5 чёрная пешка · f5 белая пешка · d4 чёрная пешка · e4 белая пешка · c3 чёрная пешка · d3 белая пешка · c2 белая пешка · f1 белый король · h1 белая ладья | e8 чёрный слон · g7 чёрный король · a6 чёрный конь · f6 чёрная пешка · e5 чёрная пешка · f5 белая пешка · d4 чёрная пешка · e4 белая пешка · c3 чёрная пешка · d3 белая пешка · c2 белая пешка · f1 белый король · h1 белая ладья | e8 чёрный слон · g7 чёрный король · a6 чёрный конь · f6 чёрная пешка · e5 чёрная пешка · f5 белая пешка · d4 чёрная пешка · e4 белая пешка · c3 чёрная пешка · d3 белая пешка · c2 белая пешка · f1 белый король · h1 белая ладья | e8 чёрный слон · g7 чёрный король · a6 чёрный конь · f6 чёрная пешка · e5 чёрная пешка · f5 белая пешка · d4 чёрная пешка · e4 белая пешка · c3 чёрная пешка · d3 белая пешка · c2 белая пешка · f1 белый король · h1 белая ладья | e8 чёрный слон · g7 чёрный король · a6 чёрный конь · f6 чёрная пешка · e5 чёрная пешка · f5 белая пешка · d4 чёрная пешка · e4 белая пешка · c3 чёрная пешка · d3 белая пешка · c2 белая пешка · f1 белый король · h1 белая ладья | 3 |
| 2 | e8 чёрный слон · g7 чёрный король · a6 чёрный конь · f6 чёрная пешка · e5 чёрная пешка · f5 белая пешка · d4 чёрная пешка · e4 белая пешка · c3 чёрная пешка · d3 белая пешка · c2 белая пешка · f1 белый король · h1 белая ладья | e8 чёрный слон · g7 чёрный король · a6 чёрный конь · f6 чёрная пешка · e5 чёрная пешка · f5 белая пешка · d4 чёрная пешка · e4 белая пешка · c3 чёрная пешка · d3 белая пешка · c2 белая пешка · f1 белый король · h1 белая ладья | e8 чёрный слон · g7 чёрный король · a6 чёрный конь · f6 чёрная пешка · e5 чёрная пешка · f5 белая пешка · d4 чёрная пешка · e4 белая пешка · c3 чёрная пешка · d3 белая пешка · c2 белая пешка · f1 белый король · h1 белая ладья | e8 чёрный слон · g7 чёрный король · a6 чёрный конь · f6 чёрная пешка · e5 чёрная пешка · f5 белая пешка · d4 чёрная пешка · e4 белая пешка · c3 чёрная пешка · d3 белая пешка · c2 белая пешка · f1 белый король · h1 белая ладья | e8 чёрный слон · g7 чёрный король · a6 чёрный конь · f6 чёрная пешка · e5 чёрная пешка · f5 белая пешка · d4 чёрная пешка · e4 белая пешка · c3 чёрная пешка · d3 белая пешка · c2 белая пешка · f1 белый король · h1 белая ладья | e8 чёрный слон · g7 чёрный король · a6 чёрный конь · f6 чёрная пешка · e5 чёрная пешка · f5 белая пешка · d4 чёрная пешка · e4 белая пешка · c3 чёрная пешка · d3 белая пешка · c2 белая пешка · f1 белый король · h1 белая ладья | e8 чёрный слон · g7 чёрный король · a6 чёрный конь · f6 чёрная пешка · e5 чёрная пешка · f5 белая пешка · d4 чёрная пешка · e4 белая пешка · c3 чёрная пешка · d3 белая пешка · c2 белая пешка · f1 белый король · h1 белая ладья | e8 чёрный слон · g7 чёрный король · a6 чёрный конь · f6 чёрная пешка · e5 чёрная пешка · f5 белая пешка · d4 чёрная пешка · e4 белая пешка · c3 чёрная пешка · d3 белая пешка · c2 белая пешка · f1 белый король · h1 белая ладья | 2 |
| 1 | e8 чёрный слон · g7 чёрный король · a6 чёрный конь · f6 чёрная пешка · e5 чёрная пешка · f5 белая пешка · d4 чёрная пешка · e4 белая пешка · c3 чёрная пешка · d3 белая пешка · c2 белая пешка · f1 белый король · h1 белая ладья | e8 чёрный слон · g7 чёрный король · a6 чёрный конь · f6 чёрная пешка · e5 чёрная пешка · f5 белая пешка · d4 чёрная пешка · e4 белая пешка · c3 чёрная пешка · d3 белая пешка · c2 белая пешка · f1 белый король · h1 белая ладья | e8 чёрный слон · g7 чёрный король · a6 чёрный конь · f6 чёрная пешка · e5 чёрная пешка · f5 белая пешка · d4 чёрная пешка · e4 белая пешка · c3 чёрная пешка · d3 белая пешка · c2 белая пешка · f1 белый король · h1 белая ладья | e8 чёрный слон · g7 чёрный король · a6 чёрный конь · f6 чёрная пешка · e5 чёрная пешка · f5 белая пешка · d4 чёрная пешка · e4 белая пешка · c3 чёрная пешка · d3 белая пешка · c2 белая пешка · f1 белый король · h1 белая ладья | e8 чёрный слон · g7 чёрный король · a6 чёрный конь · f6 чёрная пешка · e5 чёрная пешка · f5 белая пешка · d4 чёрная пешка · e4 белая пешка · c3 чёрная пешка · d3 белая пешка · c2 белая пешка · f1 белый король · h1 белая ладья | e8 чёрный слон · g7 чёрный король · a6 чёрный конь · f6 чёрная пешка · e5 чёрная пешка · f5 белая пешка · d4 чёрная пешка · e4 белая пешка · c3 чёрная пешка · d3 белая пешка · c2 белая пешка · f1 белый король · h1 белая ладья | e8 чёрный слон · g7 чёрный король · a6 чёрный конь · f6 чёрная пешка · e5 чёрная пешка · f5 белая пешка · d4 чёрная пешка · e4 белая пешка · c3 чёрная пешка · d3 белая пешка · c2 белая пешка · f1 белый король · h1 белая ладья | e8 чёрный слон · g7 чёрный король · a6 чёрный конь · f6 чёрная пешка · e5 чёрная пешка · f5 белая пешка · d4 чёрная пешка · e4 белая пешка · c3 чёрная пешка · d3 белая пешка · c2 белая пешка · f1 белый король · h1 белая ладья | 1 |
|   | a | b | c | d | e | f | g | h |   |

- «Ёж» характеризуется стремлением стороны занять пешками 2-3 горизонтали (для черных — 6-7), размещая свои фигуры за этими пешками. Сторона, применяющая «ежа», характеризуется достаточно пассивной, но прочной игрой и ожиданием удобного момента для контратаки и перехвата инициативы.

|   | a | b | c | d | e | f | g | h |   |
| - | --- | --- | --- | --- | --- | --- | --- | --- | - |
| 8 | a8 чёрная ладья · e8 чёрная ладья · g8 чёрный король · b7 чёрный слон · c7 чёрный ферзь · d7 чёрный конь · e7 чёрный слон · f7 чёрная пешка · g7 чёрная пешка · h7 чёрная пешка · a6 чёрная пешка · b6 чёрная пешка · d6 чёрная пешка · e6 чёрная пешка | a8 чёрная ладья · e8 чёрная ладья · g8 чёрный король · b7 чёрный слон · c7 чёрный ферзь · d7 чёрный конь · e7 чёрный слон · f7 чёрная пешка · g7 чёрная пешка · h7 чёрная пешка · a6 чёрная пешка · b6 чёрная пешка · d6 чёрная пешка · e6 чёрная пешка | a8 чёрная ладья · e8 чёрная ладья · g8 чёрный король · b7 чёрный слон · c7 чёрный ферзь · d7 чёрный конь · e7 чёрный слон · f7 чёрная пешка · g7 чёрная пешка · h7 чёрная пешка · a6 чёрная пешка · b6 чёрная пешка · d6 чёрная пешка · e6 чёрная пешка | a8 чёрная ладья · e8 чёрная ладья · g8 чёрный король · b7 чёрный слон · c7 чёрный ферзь · d7 чёрный конь · e7 чёрный слон · f7 чёрная пешка · g7 чёрная пешка · h7 чёрная пешка · a6 чёрная пешка · b6 чёрная пешка · d6 чёрная пешка · e6 чёрная пешка | a8 чёрная ладья · e8 чёрная ладья · g8 чёрный король · b7 чёрный слон · c7 чёрный ферзь · d7 чёрный конь · e7 чёрный слон · f7 чёрная пешка · g7 чёрная пешка · h7 чёрная пешка · a6 чёрная пешка · b6 чёрная пешка · d6 чёрная пешка · e6 чёрная пешка | a8 чёрная ладья · e8 чёрная ладья · g8 чёрный король · b7 чёрный слон · c7 чёрный ферзь · d7 чёрный конь · e7 чёрный слон · f7 чёрная пешка · g7 чёрная пешка · h7 чёрная пешка · a6 чёрная пешка · b6 чёрная пешка · d6 чёрная пешка · e6 чёрная пешка | a8 чёрная ладья · e8 чёрная ладья · g8 чёрный король · b7 чёрный слон · c7 чёрный ферзь · d7 чёрный конь · e7 чёрный слон · f7 чёрная пешка · g7 чёрная пешка · h7 чёрная пешка · a6 чёрная пешка · b6 чёрная пешка · d6 чёрная пешка · e6 чёрная пешка | a8 чёрная ладья · e8 чёрная ладья · g8 чёрный король · b7 чёрный слон · c7 чёрный ферзь · d7 чёрный конь · e7 чёрный слон · f7 чёрная пешка · g7 чёрная пешка · h7 чёрная пешка · a6 чёрная пешка · b6 чёрная пешка · d6 чёрная пешка · e6 чёрная пешка | 8 |
| 7 | a8 чёрная ладья · e8 чёрная ладья · g8 чёрный король · b7 чёрный слон · c7 чёрный ферзь · d7 чёрный конь · e7 чёрный слон · f7 чёрная пешка · g7 чёрная пешка · h7 чёрная пешка · a6 чёрная пешка · b6 чёрная пешка · d6 чёрная пешка · e6 чёрная пешка | a8 чёрная ладья · e8 чёрная ладья · g8 чёрный король · b7 чёрный слон · c7 чёрный ферзь · d7 чёрный конь · e7 чёрный слон · f7 чёрная пешка · g7 чёрная пешка · h7 чёрная пешка · a6 чёрная пешка · b6 чёрная пешка · d6 чёрная пешка · e6 чёрная пешка | a8 чёрная ладья · e8 чёрная ладья · g8 чёрный король · b7 чёрный слон · c7 чёрный ферзь · d7 чёрный конь · e7 чёрный слон · f7 чёрная пешка · g7 чёрная пешка · h7 чёрная пешка · a6 чёрная пешка · b6 чёрная пешка · d6 чёрная пешка · e6 чёрная пешка | a8 чёрная ладья · e8 чёрная ладья · g8 чёрный король · b7 чёрный слон · c7 чёрный ферзь · d7 чёрный конь · e7 чёрный слон · f7 чёрная пешка · g7 чёрная пешка · h7 чёрная пешка · a6 чёрная пешка · b6 чёрная пешка · d6 чёрная пешка · e6 чёрная пешка | a8 чёрная ладья · e8 чёрная ладья · g8 чёрный король · b7 чёрный слон · c7 чёрный ферзь · d7 чёрный конь · e7 чёрный слон · f7 чёрная пешка · g7 чёрная пешка · h7 чёрная пешка · a6 чёрная пешка · b6 чёрная пешка · d6 чёрная пешка · e6 чёрная пешка | a8 чёрная ладья · e8 чёрная ладья · g8 чёрный король · b7 чёрный слон · c7 чёрный ферзь · d7 чёрный конь · e7 чёрный слон · f7 чёрная пешка · g7 чёрная пешка · h7 чёрная пешка · a6 чёрная пешка · b6 чёрная пешка · d6 чёрная пешка · e6 чёрная пешка | a8 чёрная ладья · e8 чёрная ладья · g8 чёрный король · b7 чёрный слон · c7 чёрный ферзь · d7 чёрный конь · e7 чёрный слон · f7 чёрная пешка · g7 чёрная пешка · h7 чёрная пешка · a6 чёрная пешка · b6 чёрная пешка · d6 чёрная пешка · e6 чёрная пешка | a8 чёрная ладья · e8 чёрная ладья · g8 чёрный король · b7 чёрный слон · c7 чёрный ферзь · d7 чёрный конь · e7 чёрный слон · f7 чёрная пешка · g7 чёрная пешка · h7 чёрная пешка · a6 чёрная пешка · b6 чёрная пешка · d6 чёрная пешка · e6 чёрная пешка | 7 |
| 6 | a8 чёрная ладья · e8 чёрная ладья · g8 чёрный король · b7 чёрный слон · c7 чёрный ферзь · d7 чёрный конь · e7 чёрный слон · f7 чёрная пешка · g7 чёрная пешка · h7 чёрная пешка · a6 чёрная пешка · b6 чёрная пешка · d6 чёрная пешка · e6 чёрная пешка | a8 чёрная ладья · e8 чёрная ладья · g8 чёрный король · b7 чёрный слон · c7 чёрный ферзь · d7 чёрный конь · e7 чёрный слон · f7 чёрная пешка · g7 чёрная пешка · h7 чёрная пешка · a6 чёрная пешка · b6 чёрная пешка · d6 чёрная пешка · e6 чёрная пешка | a8 чёрная ладья · e8 чёрная ладья · g8 чёрный король · b7 чёрный слон · c7 чёрный ферзь · d7 чёрный конь · e7 чёрный слон · f7 чёрная пешка · g7 чёрная пешка · h7 чёрная пешка · a6 чёрная пешка · b6 чёрная пешка · d6 чёрная пешка · e6 чёрная пешка | a8 чёрная ладья · e8 чёрная ладья · g8 чёрный король · b7 чёрный слон · c7 чёрный ферзь · d7 чёрный конь · e7 чёрный слон · f7 чёрная пешка · g7 чёрная пешка · h7 чёрная пешка · a6 чёрная пешка · b6 чёрная пешка · d6 чёрная пешка · e6 чёрная пешка | a8 чёрная ладья · e8 чёрная ладья · g8 чёрный король · b7 чёрный слон · c7 чёрный ферзь · d7 чёрный конь · e7 чёрный слон · f7 чёрная пешка · g7 чёрная пешка · h7 чёрная пешка · a6 чёрная пешка · b6 чёрная пешка · d6 чёрная пешка · e6 чёрная пешка | a8 чёрная ладья · e8 чёрная ладья · g8 чёрный король · b7 чёрный слон · c7 чёрный ферзь · d7 чёрный конь · e7 чёрный слон · f7 чёрная пешка · g7 чёрная пешка · h7 чёрная пешка · a6 чёрная пешка · b6 чёрная пешка · d6 чёрная пешка · e6 чёрная пешка | a8 чёрная ладья · e8 чёрная ладья · g8 чёрный король · b7 чёрный слон · c7 чёрный ферзь · d7 чёрный конь · e7 чёрный слон · f7 чёрная пешка · g7 чёрная пешка · h7 чёрная пешка · a6 чёрная пешка · b6 чёрная пешка · d6 чёрная пешка · e6 чёрная пешка | a8 чёрная ладья · e8 чёрная ладья · g8 чёрный король · b7 чёрный слон · c7 чёрный ферзь · d7 чёрный конь · e7 чёрный слон · f7 чёрная пешка · g7 чёрная пешка · h7 чёрная пешка · a6 чёрная пешка · b6 чёрная пешка · d6 чёрная пешка · e6 чёрная пешка | 6 |
| 5 | a8 чёрная ладья · e8 чёрная ладья · g8 чёрный король · b7 чёрный слон · c7 чёрный ферзь · d7 чёрный конь · e7 чёрный слон · f7 чёрная пешка · g7 чёрная пешка · h7 чёрная пешка · a6 чёрная пешка · b6 чёрная пешка · d6 чёрная пешка · e6 чёрная пешка | a8 чёрная ладья · e8 чёрная ладья · g8 чёрный король · b7 чёрный слон · c7 чёрный ферзь · d7 чёрный конь · e7 чёрный слон · f7 чёрная пешка · g7 чёрная пешка · h7 чёрная пешка · a6 чёрная пешка · b6 чёрная пешка · d6 чёрная пешка · e6 чёрная пешка | a8 чёрная ладья · e8 чёрная ладья · g8 чёрный король · b7 чёрный слон · c7 чёрный ферзь · d7 чёрный конь · e7 чёрный слон · f7 чёрная пешка · g7 чёрная пешка · h7 чёрная пешка · a6 чёрная пешка · b6 чёрная пешка · d6 чёрная пешка · e6 чёрная пешка | a8 чёрная ладья · e8 чёрная ладья · g8 чёрный король · b7 чёрный слон · c7 чёрный ферзь · d7 чёрный конь · e7 чёрный слон · f7 чёрная пешка · g7 чёрная пешка · h7 чёрная пешка · a6 чёрная пешка · b6 чёрная пешка · d6 чёрная пешка · e6 чёрная пешка | a8 чёрная ладья · e8 чёрная ладья · g8 чёрный король · b7 чёрный слон · c7 чёрный ферзь · d7 чёрный конь · e7 чёрный слон · f7 чёрная пешка · g7 чёрная пешка · h7 чёрная пешка · a6 чёрная пешка · b6 чёрная пешка · d6 чёрная пешка · e6 чёрная пешка | a8 чёрная ладья · e8 чёрная ладья · g8 чёрный король · b7 чёрный слон · c7 чёрный ферзь · d7 чёрный конь · e7 чёрный слон · f7 чёрная пешка · g7 чёрная пешка · h7 чёрная пешка · a6 чёрная пешка · b6 чёрная пешка · d6 чёрная пешка · e6 чёрная пешка | a8 чёрная ладья · e8 чёрная ладья · g8 чёрный король · b7 чёрный слон · c7 чёрный ферзь · d7 чёрный конь · e7 чёрный слон · f7 чёрная пешка · g7 чёрная пешка · h7 чёрная пешка · a6 чёрная пешка · b6 чёрная пешка · d6 чёрная пешка · e6 чёрная пешка | a8 чёрная ладья · e8 чёрная ладья · g8 чёрный король · b7 чёрный слон · c7 чёрный ферзь · d7 чёрный конь · e7 чёрный слон · f7 чёрная пешка · g7 чёрная пешка · h7 чёрная пешка · a6 чёрная пешка · b6 чёрная пешка · d6 чёрная пешка · e6 чёрная пешка | 5 |
| 4 | a8 чёрная ладья · e8 чёрная ладья · g8 чёрный король · b7 чёрный слон · c7 чёрный ферзь · d7 чёрный конь · e7 чёрный слон · f7 чёрная пешка · g7 чёрная пешка · h7 чёрная пешка · a6 чёрная пешка · b6 чёрная пешка · d6 чёрная пешка · e6 чёрная пешка | a8 чёрная ладья · e8 чёрная ладья · g8 чёрный король · b7 чёрный слон · c7 чёрный ферзь · d7 чёрный конь · e7 чёрный слон · f7 чёрная пешка · g7 чёрная пешка · h7 чёрная пешка · a6 чёрная пешка · b6 чёрная пешка · d6 чёрная пешка · e6 чёрная пешка | a8 чёрная ладья · e8 чёрная ладья · g8 чёрный король · b7 чёрный слон · c7 чёрный ферзь · d7 чёрный конь · e7 чёрный слон · f7 чёрная пешка · g7 чёрная пешка · h7 чёрная пешка · a6 чёрная пешка · b6 чёрная пешка · d6 чёрная пешка · e6 чёрная пешка | a8 чёрная ладья · e8 чёрная ладья · g8 чёрный король · b7 чёрный слон · c7 чёрный ферзь · d7 чёрный конь · e7 чёрный слон · f7 чёрная пешка · g7 чёрная пешка · h7 чёрная пешка · a6 чёрная пешка · b6 чёрная пешка · d6 чёрная пешка · e6 чёрная пешка | a8 чёрная ладья · e8 чёрная ладья · g8 чёрный король · b7 чёрный слон · c7 чёрный ферзь · d7 чёрный конь · e7 чёрный слон · f7 чёрная пешка · g7 чёрная пешка · h7 чёрная пешка · a6 чёрная пешка · b6 чёрная пешка · d6 чёрная пешка · e6 чёрная пешка | a8 чёрная ладья · e8 чёрная ладья · g8 чёрный король · b7 чёрный слон · c7 чёрный ферзь · d7 чёрный конь · e7 чёрный слон · f7 чёрная пешка · g7 чёрная пешка · h7 чёрная пешка · a6 чёрная пешка · b6 чёрная пешка · d6 чёрная пешка · e6 чёрная пешка | a8 чёрная ладья · e8 чёрная ладья · g8 чёрный король · b7 чёрный слон · c7 чёрный ферзь · d7 чёрный конь · e7 чёрный слон · f7 чёрная пешка · g7 чёрная пешка · h7 чёрная пешка · a6 чёрная пешка · b6 чёрная пешка · d6 чёрная пешка · e6 чёрная пешка | a8 чёрная ладья · e8 чёрная ладья · g8 чёрный король · b7 чёрный слон · c7 чёрный ферзь · d7 чёрный конь · e7 чёрный слон · f7 чёрная пешка · g7 чёрная пешка · h7 чёрная пешка · a6 чёрная пешка · b6 чёрная пешка · d6 чёрная пешка · e6 чёрная пешка | 4 |
| 3 | a8 чёрная ладья · e8 чёрная ладья · g8 чёрный король · b7 чёрный слон · c7 чёрный ферзь · d7 чёрный конь · e7 чёрный слон · f7 чёрная пешка · g7 чёрная пешка · h7 чёрная пешка · a6 чёрная пешка · b6 чёрная пешка · d6 чёрная пешка · e6 чёрная пешка | a8 чёрная ладья · e8 чёрная ладья · g8 чёрный король · b7 чёрный слон · c7 чёрный ферзь · d7 чёрный конь · e7 чёрный слон · f7 чёрная пешка · g7 чёрная пешка · h7 чёрная пешка · a6 чёрная пешка · b6 чёрная пешка · d6 чёрная пешка · e6 чёрная пешка | a8 чёрная ладья · e8 чёрная ладья · g8 чёрный король · b7 чёрный слон · c7 чёрный ферзь · d7 чёрный конь · e7 чёрный слон · f7 чёрная пешка · g7 чёрная пешка · h7 чёрная пешка · a6 чёрная пешка · b6 чёрная пешка · d6 чёрная пешка · e6 чёрная пешка | a8 чёрная ладья · e8 чёрная ладья · g8 чёрный король · b7 чёрный слон · c7 чёрный ферзь · d7 чёрный конь · e7 чёрный слон · f7 чёрная пешка · g7 чёрная пешка · h7 чёрная пешка · a6 чёрная пешка · b6 чёрная пешка · d6 чёрная пешка · e6 чёрная пешка | a8 чёрная ладья · e8 чёрная ладья · g8 чёрный король · b7 чёрный слон · c7 чёрный ферзь · d7 чёрный конь · e7 чёрный слон · f7 чёрная пешка · g7 чёрная пешка · h7 чёрная пешка · a6 чёрная пешка · b6 чёрная пешка · d6 чёрная пешка · e6 чёрная пешка | a8 чёрная ладья · e8 чёрная ладья · g8 чёрный король · b7 чёрный слон · c7 чёрный ферзь · d7 чёрный конь · e7 чёрный слон · f7 чёрная пешка · g7 чёрная пешка · h7 чёрная пешка · a6 чёрная пешка · b6 чёрная пешка · d6 чёрная пешка · e6 чёрная пешка | a8 чёрная ладья · e8 чёрная ладья · g8 чёрный король · b7 чёрный слон · c7 чёрный ферзь · d7 чёрный конь · e7 чёрный слон · f7 чёрная пешка · g7 чёрная пешка · h7 чёрная пешка · a6 чёрная пешка · b6 чёрная пешка · d6 чёрная пешка · e6 чёрная пешка | a8 чёрная ладья · e8 чёрная ладья · g8 чёрный король · b7 чёрный слон · c7 чёрный ферзь · d7 чёрный конь · e7 чёрный слон · f7 чёрная пешка · g7 чёрная пешка · h7 чёрная пешка · a6 чёрная пешка · b6 чёрная пешка · d6 чёрная пешка · e6 чёрная пешка | 3 |
| 2 | a8 чёрная ладья · e8 чёрная ладья · g8 чёрный король · b7 чёрный слон · c7 чёрный ферзь · d7 чёрный конь · e7 чёрный слон · f7 чёрная пешка · g7 чёрная пешка · h7 чёрная пешка · a6 чёрная пешка · b6 чёрная пешка · d6 чёрная пешка · e6 чёрная пешка | a8 чёрная ладья · e8 чёрная ладья · g8 чёрный король · b7 чёрный слон · c7 чёрный ферзь · d7 чёрный конь · e7 чёрный слон · f7 чёрная пешка · g7 чёрная пешка · h7 чёрная пешка · a6 чёрная пешка · b6 чёрная пешка · d6 чёрная пешка · e6 чёрная пешка | a8 чёрная ладья · e8 чёрная ладья · g8 чёрный король · b7 чёрный слон · c7 чёрный ферзь · d7 чёрный конь · e7 чёрный слон · f7 чёрная пешка · g7 чёрная пешка · h7 чёрная пешка · a6 чёрная пешка · b6 чёрная пешка · d6 чёрная пешка · e6 чёрная пешка | a8 чёрная ладья · e8 чёрная ладья · g8 чёрный король · b7 чёрный слон · c7 чёрный ферзь · d7 чёрный конь · e7 чёрный слон · f7 чёрная пешка · g7 чёрная пешка · h7 чёрная пешка · a6 чёрная пешка · b6 чёрная пешка · d6 чёрная пешка · e6 чёрная пешка | a8 чёрная ладья · e8 чёрная ладья · g8 чёрный король · b7 чёрный слон · c7 чёрный ферзь · d7 чёрный конь · e7 чёрный слон · f7 чёрная пешка · g7 чёрная пешка · h7 чёрная пешка · a6 чёрная пешка · b6 чёрная пешка · d6 чёрная пешка · e6 чёрная пешка | a8 чёрная ладья · e8 чёрная ладья · g8 чёрный король · b7 чёрный слон · c7 чёрный ферзь · d7 чёрный конь · e7 чёрный слон · f7 чёрная пешка · g7 чёрная пешка · h7 чёрная пешка · a6 чёрная пешка · b6 чёрная пешка · d6 чёрная пешка · e6 чёрная пешка | a8 чёрная ладья · e8 чёрная ладья · g8 чёрный король · b7 чёрный слон · c7 чёрный ферзь · d7 чёрный конь · e7 чёрный слон · f7 чёрная пешка · g7 чёрная пешка · h7 чёрная пешка · a6 чёрная пешка · b6 чёрная пешка · d6 чёрная пешка · e6 чёрная пешка | a8 чёрная ладья · e8 чёрная ладья · g8 чёрный король · b7 чёрный слон · c7 чёрный ферзь · d7 чёрный конь · e7 чёрный слон · f7 чёрная пешка · g7 чёрная пешка · h7 чёрная пешка · a6 чёрная пешка · b6 чёрная пешка · d6 чёрная пешка · e6 чёрная пешка | 2 |
| 1 | a8 чёрная ладья · e8 чёрная ладья · g8 чёрный король · b7 чёрный слон · c7 чёрный ферзь · d7 чёрный конь · e7 чёрный слон · f7 чёрная пешка · g7 чёрная пешка · h7 чёрная пешка · a6 чёрная пешка · b6 чёрная пешка · d6 чёрная пешка · e6 чёрная пешка | a8 чёрная ладья · e8 чёрная ладья · g8 чёрный король · b7 чёрный слон · c7 чёрный ферзь · d7 чёрный конь · e7 чёрный слон · f7 чёрная пешка · g7 чёрная пешка · h7 чёрная пешка · a6 чёрная пешка · b6 чёрная пешка · d6 чёрная пешка · e6 чёрная пешка | a8 чёрная ладья · e8 чёрная ладья · g8 чёрный король · b7 чёрный слон · c7 чёрный ферзь · d7 чёрный конь · e7 чёрный слон · f7 чёрная пешка · g7 чёрная пешка · h7 чёрная пешка · a6 чёрная пешка · b6 чёрная пешка · d6 чёрная пешка · e6 чёрная пешка | a8 чёрная ладья · e8 чёрная ладья · g8 чёрный король · b7 чёрный слон · c7 чёрный ферзь · d7 чёрный конь · e7 чёрный слон · f7 чёрная пешка · g7 чёрная пешка · h7 чёрная пешка · a6 чёрная пешка · b6 чёрная пешка · d6 чёрная пешка · e6 чёрная пешка | a8 чёрная ладья · e8 чёрная ладья · g8 чёрный король · b7 чёрный слон · c7 чёрный ферзь · d7 чёрный конь · e7 чёрный слон · f7 чёрная пешка · g7 чёрная пешка · h7 чёрная пешка · a6 чёрная пешка · b6 чёрная пешка · d6 чёрная пешка · e6 чёрная пешка | a8 чёрная ладья · e8 чёрная ладья · g8 чёрный король · b7 чёрный слон · c7 чёрный ферзь · d7 чёрный конь · e7 чёрный слон · f7 чёрная пешка · g7 чёрная пешка · h7 чёрная пешка · a6 чёрная пешка · b6 чёрная пешка · d6 чёрная пешка · e6 чёрная пешка | a8 чёрная ладья · e8 чёрная ладья · g8 чёрный король · b7 чёрный слон · c7 чёрный ферзь · d7 чёрный конь · e7 чёрный слон · f7 чёрная пешка · g7 чёрная пешка · h7 чёрная пешка · a6 чёрная пешка · b6 чёрная пешка · d6 чёрная пешка · e6 чёрная пешка | a8 чёрная ладья · e8 чёрная ладья · g8 чёрный король · b7 чёрный слон · c7 чёрный ферзь · d7 чёрный конь · e7 чёрный слон · f7 чёрная пешка · g7 чёрная пешка · h7 чёрная пешка · a6 чёрная пешка · b6 чёрная пешка · d6 чёрная пешка · e6 чёрная пешка | 1 |
|   | a | b | c | d | e | f | g | h |   |

### Центр
- Открытый центр характеризуется отсутствием в нём пешек.

- Закрытый центр — центр с неподвижной пешечной структурой, при которой пешки блокированы одна другой.

|   | a | b | c | d | e | f | g | h |   |
| - | --- | --- | --- | --- | --- | --- | --- | --- | - |
| 8 | d5 чёрная пешка · c4 чёрная пешка · d4 белая пешка · e4 чёрная пешка · c3 белая пешка · e3 белая пешка | d5 чёрная пешка · c4 чёрная пешка · d4 белая пешка · e4 чёрная пешка · c3 белая пешка · e3 белая пешка | d5 чёрная пешка · c4 чёрная пешка · d4 белая пешка · e4 чёрная пешка · c3 белая пешка · e3 белая пешка | d5 чёрная пешка · c4 чёрная пешка · d4 белая пешка · e4 чёрная пешка · c3 белая пешка · e3 белая пешка | d5 чёрная пешка · c4 чёрная пешка · d4 белая пешка · e4 чёрная пешка · c3 белая пешка · e3 белая пешка | d5 чёрная пешка · c4 чёрная пешка · d4 белая пешка · e4 чёрная пешка · c3 белая пешка · e3 белая пешка | d5 чёрная пешка · c4 чёрная пешка · d4 белая пешка · e4 чёрная пешка · c3 белая пешка · e3 белая пешка | d5 чёрная пешка · c4 чёрная пешка · d4 белая пешка · e4 чёрная пешка · c3 белая пешка · e3 белая пешка | 8 |
| 7 | d5 чёрная пешка · c4 чёрная пешка · d4 белая пешка · e4 чёрная пешка · c3 белая пешка · e3 белая пешка | d5 чёрная пешка · c4 чёрная пешка · d4 белая пешка · e4 чёрная пешка · c3 белая пешка · e3 белая пешка | d5 чёрная пешка · c4 чёрная пешка · d4 белая пешка · e4 чёрная пешка · c3 белая пешка · e3 белая пешка | d5 чёрная пешка · c4 чёрная пешка · d4 белая пешка · e4 чёрная пешка · c3 белая пешка · e3 белая пешка | d5 чёрная пешка · c4 чёрная пешка · d4 белая пешка · e4 чёрная пешка · c3 белая пешка · e3 белая пешка | d5 чёрная пешка · c4 чёрная пешка · d4 белая пешка · e4 чёрная пешка · c3 белая пешка · e3 белая пешка | d5 чёрная пешка · c4 чёрная пешка · d4 белая пешка · e4 чёрная пешка · c3 белая пешка · e3 белая пешка | d5 чёрная пешка · c4 чёрная пешка · d4 белая пешка · e4 чёрная пешка · c3 белая пешка · e3 белая пешка | 7 |
| 6 | d5 чёрная пешка · c4 чёрная пешка · d4 белая пешка · e4 чёрная пешка · c3 белая пешка · e3 белая пешка | d5 чёрная пешка · c4 чёрная пешка · d4 белая пешка · e4 чёрная пешка · c3 белая пешка · e3 белая пешка | d5 чёрная пешка · c4 чёрная пешка · d4 белая пешка · e4 чёрная пешка · c3 белая пешка · e3 белая пешка | d5 чёрная пешка · c4 чёрная пешка · d4 белая пешка · e4 чёрная пешка · c3 белая пешка · e3 белая пешка | d5 чёрная пешка · c4 чёрная пешка · d4 белая пешка · e4 чёрная пешка · c3 белая пешка · e3 белая пешка | d5 чёрная пешка · c4 чёрная пешка · d4 белая пешка · e4 чёрная пешка · c3 белая пешка · e3 белая пешка | d5 чёрная пешка · c4 чёрная пешка · d4 белая пешка · e4 чёрная пешка · c3 белая пешка · e3 белая пешка | d5 чёрная пешка · c4 чёрная пешка · d4 белая пешка · e4 чёрная пешка · c3 белая пешка · e3 белая пешка | 6 |
| 5 | d5 чёрная пешка · c4 чёрная пешка · d4 белая пешка · e4 чёрная пешка · c3 белая пешка · e3 белая пешка | d5 чёрная пешка · c4 чёрная пешка · d4 белая пешка · e4 чёрная пешка · c3 белая пешка · e3 белая пешка | d5 чёрная пешка · c4 чёрная пешка · d4 белая пешка · e4 чёрная пешка · c3 белая пешка · e3 белая пешка | d5 чёрная пешка · c4 чёрная пешка · d4 белая пешка · e4 чёрная пешка · c3 белая пешка · e3 белая пешка | d5 чёрная пешка · c4 чёрная пешка · d4 белая пешка · e4 чёрная пешка · c3 белая пешка · e3 белая пешка | d5 чёрная пешка · c4 чёрная пешка · d4 белая пешка · e4 чёрная пешка · c3 белая пешка · e3 белая пешка | d5 чёрная пешка · c4 чёрная пешка · d4 белая пешка · e4 чёрная пешка · c3 белая пешка · e3 белая пешка | d5 чёрная пешка · c4 чёрная пешка · d4 белая пешка · e4 чёрная пешка · c3 белая пешка · e3 белая пешка | 5 |
| 4 | d5 чёрная пешка · c4 чёрная пешка · d4 белая пешка · e4 чёрная пешка · c3 белая пешка · e3 белая пешка | d5 чёрная пешка · c4 чёрная пешка · d4 белая пешка · e4 чёрная пешка · c3 белая пешка · e3 белая пешка | d5 чёрная пешка · c4 чёрная пешка · d4 белая пешка · e4 чёрная пешка · c3 белая пешка · e3 белая пешка | d5 чёрная пешка · c4 чёрная пешка · d4 белая пешка · e4 чёрная пешка · c3 белая пешка · e3 белая пешка | d5 чёрная пешка · c4 чёрная пешка · d4 белая пешка · e4 чёрная пешка · c3 белая пешка · e3 белая пешка | d5 чёрная пешка · c4 чёрная пешка · d4 белая пешка · e4 чёрная пешка · c3 белая пешка · e3 белая пешка | d5 чёрная пешка · c4 чёрная пешка · d4 белая пешка · e4 чёрная пешка · c3 белая пешка · e3 белая пешка | d5 чёрная пешка · c4 чёрная пешка · d4 белая пешка · e4 чёрная пешка · c3 белая пешка · e3 белая пешка | 4 |
| 3 | d5 чёрная пешка · c4 чёрная пешка · d4 белая пешка · e4 чёрная пешка · c3 белая пешка · e3 белая пешка | d5 чёрная пешка · c4 чёрная пешка · d4 белая пешка · e4 чёрная пешка · c3 белая пешка · e3 белая пешка | d5 чёрная пешка · c4 чёрная пешка · d4 белая пешка · e4 чёрная пешка · c3 белая пешка · e3 белая пешка | d5 чёрная пешка · c4 чёрная пешка · d4 белая пешка · e4 чёрная пешка · c3 белая пешка · e3 белая пешка | d5 чёрная пешка · c4 чёрная пешка · d4 белая пешка · e4 чёрная пешка · c3 белая пешка · e3 белая пешка | d5 чёрная пешка · c4 чёрная пешка · d4 белая пешка · e4 чёрная пешка · c3 белая пешка · e3 белая пешка | d5 чёрная пешка · c4 чёрная пешка · d4 белая пешка · e4 чёрная пешка · c3 белая пешка · e3 белая пешка | d5 чёрная пешка · c4 чёрная пешка · d4 белая пешка · e4 чёрная пешка · c3 белая пешка · e3 белая пешка | 3 |
| 2 | d5 чёрная пешка · c4 чёрная пешка · d4 белая пешка · e4 чёрная пешка · c3 белая пешка · e3 белая пешка | d5 чёрная пешка · c4 чёрная пешка · d4 белая пешка · e4 чёрная пешка · c3 белая пешка · e3 белая пешка | d5 чёрная пешка · c4 чёрная пешка · d4 белая пешка · e4 чёрная пешка · c3 белая пешка · e3 белая пешка | d5 чёрная пешка · c4 чёрная пешка · d4 белая пешка · e4 чёрная пешка · c3 белая пешка · e3 белая пешка | d5 чёрная пешка · c4 чёрная пешка · d4 белая пешка · e4 чёрная пешка · c3 белая пешка · e3 белая пешка | d5 чёрная пешка · c4 чёрная пешка · d4 белая пешка · e4 чёрная пешка · c3 белая пешка · e3 белая пешка | d5 чёрная пешка · c4 чёрная пешка · d4 белая пешка · e4 чёрная пешка · c3 белая пешка · e3 белая пешка | d5 чёрная пешка · c4 чёрная пешка · d4 белая пешка · e4 чёрная пешка · c3 белая пешка · e3 белая пешка | 2 |
| 1 | d5 чёрная пешка · c4 чёрная пешка · d4 белая пешка · e4 чёрная пешка · c3 белая пешка · e3 белая пешка | d5 чёрная пешка · c4 чёрная пешка · d4 белая пешка · e4 чёрная пешка · c3 белая пешка · e3 белая пешка | d5 чёрная пешка · c4 чёрная пешка · d4 белая пешка · e4 чёрная пешка · c3 белая пешка · e3 белая пешка | d5 чёрная пешка · c4 чёрная пешка · d4 белая пешка · e4 чёрная пешка · c3 белая пешка · e3 белая пешка | d5 чёрная пешка · c4 чёрная пешка · d4 белая пешка · e4 чёрная пешка · c3 белая пешка · e3 белая пешка | d5 чёрная пешка · c4 чёрная пешка · d4 белая пешка · e4 чёрная пешка · c3 белая пешка · e3 белая пешка | d5 чёрная пешка · c4 чёрная пешка · d4 белая пешка · e4 чёрная пешка · c3 белая пешка · e3 белая пешка | d5 чёрная пешка · c4 чёрная пешка · d4 белая пешка · e4 чёрная пешка · c3 белая пешка · e3 белая пешка | 1 |
|   | a | b | c | d | e | f | g | h |   |

- Фиксированный центр — центр с взаимно блокированными в нём пешками, но при наличии динамики в пешечной структуре или открытых вертикалей.

|   | a | b | c | d | e | f | g | h |   |
| - | --- | --- | --- | --- | --- | --- | --- | --- | - |
| 8 | a7 чёрная пешка · b7 чёрная пешка · e6 чёрная пешка · d5 чёрная пешка · d4 белая пешка · e3 белая пешка · a2 белая пешка · b2 белая пешка | a7 чёрная пешка · b7 чёрная пешка · e6 чёрная пешка · d5 чёрная пешка · d4 белая пешка · e3 белая пешка · a2 белая пешка · b2 белая пешка | a7 чёрная пешка · b7 чёрная пешка · e6 чёрная пешка · d5 чёрная пешка · d4 белая пешка · e3 белая пешка · a2 белая пешка · b2 белая пешка | a7 чёрная пешка · b7 чёрная пешка · e6 чёрная пешка · d5 чёрная пешка · d4 белая пешка · e3 белая пешка · a2 белая пешка · b2 белая пешка | a7 чёрная пешка · b7 чёрная пешка · e6 чёрная пешка · d5 чёрная пешка · d4 белая пешка · e3 белая пешка · a2 белая пешка · b2 белая пешка | a7 чёрная пешка · b7 чёрная пешка · e6 чёрная пешка · d5 чёрная пешка · d4 белая пешка · e3 белая пешка · a2 белая пешка · b2 белая пешка | a7 чёрная пешка · b7 чёрная пешка · e6 чёрная пешка · d5 чёрная пешка · d4 белая пешка · e3 белая пешка · a2 белая пешка · b2 белая пешка | a7 чёрная пешка · b7 чёрная пешка · e6 чёрная пешка · d5 чёрная пешка · d4 белая пешка · e3 белая пешка · a2 белая пешка · b2 белая пешка | 8 |
| 7 | a7 чёрная пешка · b7 чёрная пешка · e6 чёрная пешка · d5 чёрная пешка · d4 белая пешка · e3 белая пешка · a2 белая пешка · b2 белая пешка | a7 чёрная пешка · b7 чёрная пешка · e6 чёрная пешка · d5 чёрная пешка · d4 белая пешка · e3 белая пешка · a2 белая пешка · b2 белая пешка | a7 чёрная пешка · b7 чёрная пешка · e6 чёрная пешка · d5 чёрная пешка · d4 белая пешка · e3 белая пешка · a2 белая пешка · b2 белая пешка | a7 чёрная пешка · b7 чёрная пешка · e6 чёрная пешка · d5 чёрная пешка · d4 белая пешка · e3 белая пешка · a2 белая пешка · b2 белая пешка | a7 чёрная пешка · b7 чёрная пешка · e6 чёрная пешка · d5 чёрная пешка · d4 белая пешка · e3 белая пешка · a2 белая пешка · b2 белая пешка | a7 чёрная пешка · b7 чёрная пешка · e6 чёрная пешка · d5 чёрная пешка · d4 белая пешка · e3 белая пешка · a2 белая пешка · b2 белая пешка | a7 чёрная пешка · b7 чёрная пешка · e6 чёрная пешка · d5 чёрная пешка · d4 белая пешка · e3 белая пешка · a2 белая пешка · b2 белая пешка | a7 чёрная пешка · b7 чёрная пешка · e6 чёрная пешка · d5 чёрная пешка · d4 белая пешка · e3 белая пешка · a2 белая пешка · b2 белая пешка | 7 |
| 6 | a7 чёрная пешка · b7 чёрная пешка · e6 чёрная пешка · d5 чёрная пешка · d4 белая пешка · e3 белая пешка · a2 белая пешка · b2 белая пешка | a7 чёрная пешка · b7 чёрная пешка · e6 чёрная пешка · d5 чёрная пешка · d4 белая пешка · e3 белая пешка · a2 белая пешка · b2 белая пешка | a7 чёрная пешка · b7 чёрная пешка · e6 чёрная пешка · d5 чёрная пешка · d4 белая пешка · e3 белая пешка · a2 белая пешка · b2 белая пешка | a7 чёрная пешка · b7 чёрная пешка · e6 чёрная пешка · d5 чёрная пешка · d4 белая пешка · e3 белая пешка · a2 белая пешка · b2 белая пешка | a7 чёрная пешка · b7 чёрная пешка · e6 чёрная пешка · d5 чёрная пешка · d4 белая пешка · e3 белая пешка · a2 белая пешка · b2 белая пешка | a7 чёрная пешка · b7 чёрная пешка · e6 чёрная пешка · d5 чёрная пешка · d4 белая пешка · e3 белая пешка · a2 белая пешка · b2 белая пешка | a7 чёрная пешка · b7 чёрная пешка · e6 чёрная пешка · d5 чёрная пешка · d4 белая пешка · e3 белая пешка · a2 белая пешка · b2 белая пешка | a7 чёрная пешка · b7 чёрная пешка · e6 чёрная пешка · d5 чёрная пешка · d4 белая пешка · e3 белая пешка · a2 белая пешка · b2 белая пешка | 6 |
| 5 | a7 чёрная пешка · b7 чёрная пешка · e6 чёрная пешка · d5 чёрная пешка · d4 белая пешка · e3 белая пешка · a2 белая пешка · b2 белая пешка | a7 чёрная пешка · b7 чёрная пешка · e6 чёрная пешка · d5 чёрная пешка · d4 белая пешка · e3 белая пешка · a2 белая пешка · b2 белая пешка | a7 чёрная пешка · b7 чёрная пешка · e6 чёрная пешка · d5 чёрная пешка · d4 белая пешка · e3 белая пешка · a2 белая пешка · b2 белая пешка | a7 чёрная пешка · b7 чёрная пешка · e6 чёрная пешка · d5 чёрная пешка · d4 белая пешка · e3 белая пешка · a2 белая пешка · b2 белая пешка | a7 чёрная пешка · b7 чёрная пешка · e6 чёрная пешка · d5 чёрная пешка · d4 белая пешка · e3 белая пешка · a2 белая пешка · b2 белая пешка | a7 чёрная пешка · b7 чёрная пешка · e6 чёрная пешка · d5 чёрная пешка · d4 белая пешка · e3 белая пешка · a2 белая пешка · b2 белая пешка | a7 чёрная пешка · b7 чёрная пешка · e6 чёрная пешка · d5 чёрная пешка · d4 белая пешка · e3 белая пешка · a2 белая пешка · b2 белая пешка | a7 чёрная пешка · b7 чёрная пешка · e6 чёрная пешка · d5 чёрная пешка · d4 белая пешка · e3 белая пешка · a2 белая пешка · b2 белая пешка | 5 |
| 4 | a7 чёрная пешка · b7 чёрная пешка · e6 чёрная пешка · d5 чёрная пешка · d4 белая пешка · e3 белая пешка · a2 белая пешка · b2 белая пешка | a7 чёрная пешка · b7 чёрная пешка · e6 чёрная пешка · d5 чёрная пешка · d4 белая пешка · e3 белая пешка · a2 белая пешка · b2 белая пешка | a7 чёрная пешка · b7 чёрная пешка · e6 чёрная пешка · d5 чёрная пешка · d4 белая пешка · e3 белая пешка · a2 белая пешка · b2 белая пешка | a7 чёрная пешка · b7 чёрная пешка · e6 чёрная пешка · d5 чёрная пешка · d4 белая пешка · e3 белая пешка · a2 белая пешка · b2 белая пешка | a7 чёрная пешка · b7 чёрная пешка · e6 чёрная пешка · d5 чёрная пешка · d4 белая пешка · e3 белая пешка · a2 белая пешка · b2 белая пешка | a7 чёрная пешка · b7 чёрная пешка · e6 чёрная пешка · d5 чёрная пешка · d4 белая пешка · e3 белая пешка · a2 белая пешка · b2 белая пешка | a7 чёрная пешка · b7 чёрная пешка · e6 чёрная пешка · d5 чёрная пешка · d4 белая пешка · e3 белая пешка · a2 белая пешка · b2 белая пешка | a7 чёрная пешка · b7 чёрная пешка · e6 чёрная пешка · d5 чёрная пешка · d4 белая пешка · e3 белая пешка · a2 белая пешка · b2 белая пешка | 4 |
| 3 | a7 чёрная пешка · b7 чёрная пешка · e6 чёрная пешка · d5 чёрная пешка · d4 белая пешка · e3 белая пешка · a2 белая пешка · b2 белая пешка | a7 чёрная пешка · b7 чёрная пешка · e6 чёрная пешка · d5 чёрная пешка · d4 белая пешка · e3 белая пешка · a2 белая пешка · b2 белая пешка | a7 чёрная пешка · b7 чёрная пешка · e6 чёрная пешка · d5 чёрная пешка · d4 белая пешка · e3 белая пешка · a2 белая пешка · b2 белая пешка | a7 чёрная пешка · b7 чёрная пешка · e6 чёрная пешка · d5 чёрная пешка · d4 белая пешка · e3 белая пешка · a2 белая пешка · b2 белая пешка | a7 чёрная пешка · b7 чёрная пешка · e6 чёрная пешка · d5 чёрная пешка · d4 белая пешка · e3 белая пешка · a2 белая пешка · b2 белая пешка | a7 чёрная пешка · b7 чёрная пешка · e6 чёрная пешка · d5 чёрная пешка · d4 белая пешка · e3 белая пешка · a2 белая пешка · b2 белая пешка | a7 чёрная пешка · b7 чёрная пешка · e6 чёрная пешка · d5 чёрная пешка · d4 белая пешка · e3 белая пешка · a2 белая пешка · b2 белая пешка | a7 чёрная пешка · b7 чёрная пешка · e6 чёрная пешка · d5 чёрная пешка · d4 белая пешка · e3 белая пешка · a2 белая пешка · b2 белая пешка | 3 |
| 2 | a7 чёрная пешка · b7 чёрная пешка · e6 чёрная пешка · d5 чёрная пешка · d4 белая пешка · e3 белая пешка · a2 белая пешка · b2 белая пешка | a7 чёрная пешка · b7 чёрная пешка · e6 чёрная пешка · d5 чёрная пешка · d4 белая пешка · e3 белая пешка · a2 белая пешка · b2 белая пешка | a7 чёрная пешка · b7 чёрная пешка · e6 чёрная пешка · d5 чёрная пешка · d4 белая пешка · e3 белая пешка · a2 белая пешка · b2 белая пешка | a7 чёрная пешка · b7 чёрная пешка · e6 чёрная пешка · d5 чёрная пешка · d4 белая пешка · e3 белая пешка · a2 белая пешка · b2 белая пешка | a7 чёрная пешка · b7 чёрная пешка · e6 чёрная пешка · d5 чёрная пешка · d4 белая пешка · e3 белая пешка · a2 белая пешка · b2 белая пешка | a7 чёрная пешка · b7 чёрная пешка · e6 чёрная пешка · d5 чёрная пешка · d4 белая пешка · e3 белая пешка · a2 белая пешка · b2 белая пешка | a7 чёрная пешка · b7 чёрная пешка · e6 чёрная пешка · d5 чёрная пешка · d4 белая пешка · e3 белая пешка · a2 белая пешка · b2 белая пешка | a7 чёрная пешка · b7 чёрная пешка · e6 чёрная пешка · d5 чёрная пешка · d4 белая пешка · e3 белая пешка · a2 белая пешка · b2 белая пешка | 2 |
| 1 | a7 чёрная пешка · b7 чёрная пешка · e6 чёрная пешка · d5 чёрная пешка · d4 белая пешка · e3 белая пешка · a2 белая пешка · b2 белая пешка | a7 чёрная пешка · b7 чёрная пешка · e6 чёрная пешка · d5 чёрная пешка · d4 белая пешка · e3 белая пешка · a2 белая пешка · b2 белая пешка | a7 чёрная пешка · b7 чёрная пешка · e6 чёрная пешка · d5 чёрная пешка · d4 белая пешка · e3 белая пешка · a2 белая пешка · b2 белая пешка | a7 чёрная пешка · b7 чёрная пешка · e6 чёрная пешка · d5 чёрная пешка · d4 белая пешка · e3 белая пешка · a2 белая пешка · b2 белая пешка | a7 чёрная пешка · b7 чёрная пешка · e6 чёрная пешка · d5 чёрная пешка · d4 белая пешка · e3 белая пешка · a2 белая пешка · b2 белая пешка | a7 чёрная пешка · b7 чёрная пешка · e6 чёрная пешка · d5 чёрная пешка · d4 белая пешка · e3 белая пешка · a2 белая пешка · b2 белая пешка | a7 чёрная пешка · b7 чёрная пешка · e6 чёрная пешка · d5 чёрная пешка · d4 белая пешка · e3 белая пешка · a2 белая пешка · b2 белая пешка | a7 чёрная пешка · b7 чёрная пешка · e6 чёрная пешка · d5 чёрная пешка · d4 белая пешка · e3 белая пешка · a2 белая пешка · b2 белая пешка | 1 |
|   | a | b | c | d | e | f | g | h |   |

- Подвижный центр — центр, в котором пешки одной стороны не встречают пешечных препятствий на пути движения.

|   | a | b | c | d | e | f | g | h |   |
| - | --- | --- | --- | --- | --- | --- | --- | --- | - |
| 8 | a7 чёрная пешка · b7 чёрная пешка · c5 белая пешка · d5 чёрная пешка · e4 чёрная пешка · f4 белая пешка · a2 белая пешка · b2 белая пешка | a7 чёрная пешка · b7 чёрная пешка · c5 белая пешка · d5 чёрная пешка · e4 чёрная пешка · f4 белая пешка · a2 белая пешка · b2 белая пешка | a7 чёрная пешка · b7 чёрная пешка · c5 белая пешка · d5 чёрная пешка · e4 чёрная пешка · f4 белая пешка · a2 белая пешка · b2 белая пешка | a7 чёрная пешка · b7 чёрная пешка · c5 белая пешка · d5 чёрная пешка · e4 чёрная пешка · f4 белая пешка · a2 белая пешка · b2 белая пешка | a7 чёрная пешка · b7 чёрная пешка · c5 белая пешка · d5 чёрная пешка · e4 чёрная пешка · f4 белая пешка · a2 белая пешка · b2 белая пешка | a7 чёрная пешка · b7 чёрная пешка · c5 белая пешка · d5 чёрная пешка · e4 чёрная пешка · f4 белая пешка · a2 белая пешка · b2 белая пешка | a7 чёрная пешка · b7 чёрная пешка · c5 белая пешка · d5 чёрная пешка · e4 чёрная пешка · f4 белая пешка · a2 белая пешка · b2 белая пешка | a7 чёрная пешка · b7 чёрная пешка · c5 белая пешка · d5 чёрная пешка · e4 чёрная пешка · f4 белая пешка · a2 белая пешка · b2 белая пешка | 8 |
| 7 | a7 чёрная пешка · b7 чёрная пешка · c5 белая пешка · d5 чёрная пешка · e4 чёрная пешка · f4 белая пешка · a2 белая пешка · b2 белая пешка | a7 чёрная пешка · b7 чёрная пешка · c5 белая пешка · d5 чёрная пешка · e4 чёрная пешка · f4 белая пешка · a2 белая пешка · b2 белая пешка | a7 чёрная пешка · b7 чёрная пешка · c5 белая пешка · d5 чёрная пешка · e4 чёрная пешка · f4 белая пешка · a2 белая пешка · b2 белая пешка | a7 чёрная пешка · b7 чёрная пешка · c5 белая пешка · d5 чёрная пешка · e4 чёрная пешка · f4 белая пешка · a2 белая пешка · b2 белая пешка | a7 чёрная пешка · b7 чёрная пешка · c5 белая пешка · d5 чёрная пешка · e4 чёрная пешка · f4 белая пешка · a2 белая пешка · b2 белая пешка | a7 чёрная пешка · b7 чёрная пешка · c5 белая пешка · d5 чёрная пешка · e4 чёрная пешка · f4 белая пешка · a2 белая пешка · b2 белая пешка | a7 чёрная пешка · b7 чёрная пешка · c5 белая пешка · d5 чёрная пешка · e4 чёрная пешка · f4 белая пешка · a2 белая пешка · b2 белая пешка | a7 чёрная пешка · b7 чёрная пешка · c5 белая пешка · d5 чёрная пешка · e4 чёрная пешка · f4 белая пешка · a2 белая пешка · b2 белая пешка | 7 |
| 6 | a7 чёрная пешка · b7 чёрная пешка · c5 белая пешка · d5 чёрная пешка · e4 чёрная пешка · f4 белая пешка · a2 белая пешка · b2 белая пешка | a7 чёрная пешка · b7 чёрная пешка · c5 белая пешка · d5 чёрная пешка · e4 чёрная пешка · f4 белая пешка · a2 белая пешка · b2 белая пешка | a7 чёрная пешка · b7 чёрная пешка · c5 белая пешка · d5 чёрная пешка · e4 чёрная пешка · f4 белая пешка · a2 белая пешка · b2 белая пешка | a7 чёрная пешка · b7 чёрная пешка · c5 белая пешка · d5 чёрная пешка · e4 чёрная пешка · f4 белая пешка · a2 белая пешка · b2 белая пешка | a7 чёрная пешка · b7 чёрная пешка · c5 белая пешка · d5 чёрная пешка · e4 чёрная пешка · f4 белая пешка · a2 белая пешка · b2 белая пешка | a7 чёрная пешка · b7 чёрная пешка · c5 белая пешка · d5 чёрная пешка · e4 чёрная пешка · f4 белая пешка · a2 белая пешка · b2 белая пешка | a7 чёрная пешка · b7 чёрная пешка · c5 белая пешка · d5 чёрная пешка · e4 чёрная пешка · f4 белая пешка · a2 белая пешка · b2 белая пешка | a7 чёрная пешка · b7 чёрная пешка · c5 белая пешка · d5 чёрная пешка · e4 чёрная пешка · f4 белая пешка · a2 белая пешка · b2 белая пешка | 6 |
| 5 | a7 чёрная пешка · b7 чёрная пешка · c5 белая пешка · d5 чёрная пешка · e4 чёрная пешка · f4 белая пешка · a2 белая пешка · b2 белая пешка | a7 чёрная пешка · b7 чёрная пешка · c5 белая пешка · d5 чёрная пешка · e4 чёрная пешка · f4 белая пешка · a2 белая пешка · b2 белая пешка | a7 чёрная пешка · b7 чёрная пешка · c5 белая пешка · d5 чёрная пешка · e4 чёрная пешка · f4 белая пешка · a2 белая пешка · b2 белая пешка | a7 чёрная пешка · b7 чёрная пешка · c5 белая пешка · d5 чёрная пешка · e4 чёрная пешка · f4 белая пешка · a2 белая пешка · b2 белая пешка | a7 чёрная пешка · b7 чёрная пешка · c5 белая пешка · d5 чёрная пешка · e4 чёрная пешка · f4 белая пешка · a2 белая пешка · b2 белая пешка | a7 чёрная пешка · b7 чёрная пешка · c5 белая пешка · d5 чёрная пешка · e4 чёрная пешка · f4 белая пешка · a2 белая пешка · b2 белая пешка | a7 чёрная пешка · b7 чёрная пешка · c5 белая пешка · d5 чёрная пешка · e4 чёрная пешка · f4 белая пешка · a2 белая пешка · b2 белая пешка | a7 чёрная пешка · b7 чёрная пешка · c5 белая пешка · d5 чёрная пешка · e4 чёрная пешка · f4 белая пешка · a2 белая пешка · b2 белая пешка | 5 |
| 4 | a7 чёрная пешка · b7 чёрная пешка · c5 белая пешка · d5 чёрная пешка · e4 чёрная пешка · f4 белая пешка · a2 белая пешка · b2 белая пешка | a7 чёрная пешка · b7 чёрная пешка · c5 белая пешка · d5 чёрная пешка · e4 чёрная пешка · f4 белая пешка · a2 белая пешка · b2 белая пешка | a7 чёрная пешка · b7 чёрная пешка · c5 белая пешка · d5 чёрная пешка · e4 чёрная пешка · f4 белая пешка · a2 белая пешка · b2 белая пешка | a7 чёрная пешка · b7 чёрная пешка · c5 белая пешка · d5 чёрная пешка · e4 чёрная пешка · f4 белая пешка · a2 белая пешка · b2 белая пешка | a7 чёрная пешка · b7 чёрная пешка · c5 белая пешка · d5 чёрная пешка · e4 чёрная пешка · f4 белая пешка · a2 белая пешка · b2 белая пешка | a7 чёрная пешка · b7 чёрная пешка · c5 белая пешка · d5 чёрная пешка · e4 чёрная пешка · f4 белая пешка · a2 белая пешка · b2 белая пешка | a7 чёрная пешка · b7 чёрная пешка · c5 белая пешка · d5 чёрная пешка · e4 чёрная пешка · f4 белая пешка · a2 белая пешка · b2 белая пешка | a7 чёрная пешка · b7 чёрная пешка · c5 белая пешка · d5 чёрная пешка · e4 чёрная пешка · f4 белая пешка · a2 белая пешка · b2 белая пешка | 4 |
| 3 | a7 чёрная пешка · b7 чёрная пешка · c5 белая пешка · d5 чёрная пешка · e4 чёрная пешка · f4 белая пешка · a2 белая пешка · b2 белая пешка | a7 чёрная пешка · b7 чёрная пешка · c5 белая пешка · d5 чёрная пешка · e4 чёрная пешка · f4 белая пешка · a2 белая пешка · b2 белая пешка | a7 чёрная пешка · b7 чёрная пешка · c5 белая пешка · d5 чёрная пешка · e4 чёрная пешка · f4 белая пешка · a2 белая пешка · b2 белая пешка | a7 чёрная пешка · b7 чёрная пешка · c5 белая пешка · d5 чёрная пешка · e4 чёрная пешка · f4 белая пешка · a2 белая пешка · b2 белая пешка | a7 чёрная пешка · b7 чёрная пешка · c5 белая пешка · d5 чёрная пешка · e4 чёрная пешка · f4 белая пешка · a2 белая пешка · b2 белая пешка | a7 чёрная пешка · b7 чёрная пешка · c5 белая пешка · d5 чёрная пешка · e4 чёрная пешка · f4 белая пешка · a2 белая пешка · b2 белая пешка | a7 чёрная пешка · b7 чёрная пешка · c5 белая пешка · d5 чёрная пешка · e4 чёрная пешка · f4 белая пешка · a2 белая пешка · b2 белая пешка | a7 чёрная пешка · b7 чёрная пешка · c5 белая пешка · d5 чёрная пешка · e4 чёрная пешка · f4 белая пешка · a2 белая пешка · b2 белая пешка | 3 |
| 2 | a7 чёрная пешка · b7 чёрная пешка · c5 белая пешка · d5 чёрная пешка · e4 чёрная пешка · f4 белая пешка · a2 белая пешка · b2 белая пешка | a7 чёрная пешка · b7 чёрная пешка · c5 белая пешка · d5 чёрная пешка · e4 чёрная пешка · f4 белая пешка · a2 белая пешка · b2 белая пешка | a7 чёрная пешка · b7 чёрная пешка · c5 белая пешка · d5 чёрная пешка · e4 чёрная пешка · f4 белая пешка · a2 белая пешка · b2 белая пешка | a7 чёрная пешка · b7 чёрная пешка · c5 белая пешка · d5 чёрная пешка · e4 чёрная пешка · f4 белая пешка · a2 белая пешка · b2 белая пешка | a7 чёрная пешка · b7 чёрная пешка · c5 белая пешка · d5 чёрная пешка · e4 чёрная пешка · f4 белая пешка · a2 белая пешка · b2 белая пешка | a7 чёрная пешка · b7 чёрная пешка · c5 белая пешка · d5 чёрная пешка · e4 чёрная пешка · f4 белая пешка · a2 белая пешка · b2 белая пешка | a7 чёрная пешка · b7 чёрная пешка · c5 белая пешка · d5 чёрная пешка · e4 чёрная пешка · f4 белая пешка · a2 белая пешка · b2 белая пешка | a7 чёрная пешка · b7 чёрная пешка · c5 белая пешка · d5 чёрная пешка · e4 чёрная пешка · f4 белая пешка · a2 белая пешка · b2 белая пешка | 2 |
| 1 | a7 чёрная пешка · b7 чёрная пешка · c5 белая пешка · d5 чёрная пешка · e4 чёрная пешка · f4 белая пешка · a2 белая пешка · b2 белая пешка | a7 чёрная пешка · b7 чёрная пешка · c5 белая пешка · d5 чёрная пешка · e4 чёрная пешка · f4 белая пешка · a2 белая пешка · b2 белая пешка | a7 чёрная пешка · b7 чёрная пешка · c5 белая пешка · d5 чёрная пешка · e4 чёрная пешка · f4 белая пешка · a2 белая пешка · b2 белая пешка | a7 чёрная пешка · b7 чёрная пешка · c5 белая пешка · d5 чёрная пешка · e4 чёрная пешка · f4 белая пешка · a2 белая пешка · b2 белая пешка | a7 чёрная пешка · b7 чёрная пешка · c5 белая пешка · d5 чёрная пешка · e4 чёрная пешка · f4 белая пешка · a2 белая пешка · b2 белая пешка | a7 чёрная пешка · b7 чёрная пешка · c5 белая пешка · d5 чёрная пешка · e4 чёрная пешка · f4 белая пешка · a2 белая пешка · b2 белая пешка | a7 чёрная пешка · b7 чёрная пешка · c5 белая пешка · d5 чёрная пешка · e4 чёрная пешка · f4 белая пешка · a2 белая пешка · b2 белая пешка | a7 чёрная пешка · b7 чёрная пешка · c5 белая пешка · d5 чёрная пешка · e4 чёрная пешка · f4 белая пешка · a2 белая пешка · b2 белая пешка | 1 |
|   | a | b | c | d | e | f | g | h |   |

- Невыясненный, или напряженный центр — центр, в котором пешечная структура пока не определена. Из невыясненного центра может получиться любая пешечная структура.

|   | a | b | c | d | e | f | g | h |   |
| - | --- | --- | --- | --- | --- | --- | --- | --- | - |
| 8 | a7 чёрная пешка · b7 чёрная пешка · g7 чёрная пешка · h7 чёрная пешка · c6 чёрная пешка · d6 чёрная пешка · f6 чёрная пешка · e5 чёрная пешка · d4 белая пешка · c3 белая пешка · a2 белая пешка · b2 белая пешка · e2 белая пешка · f2 белая пешка · g2 белая пешка · h2 белая пешка | a7 чёрная пешка · b7 чёрная пешка · g7 чёрная пешка · h7 чёрная пешка · c6 чёрная пешка · d6 чёрная пешка · f6 чёрная пешка · e5 чёрная пешка · d4 белая пешка · c3 белая пешка · a2 белая пешка · b2 белая пешка · e2 белая пешка · f2 белая пешка · g2 белая пешка · h2 белая пешка | a7 чёрная пешка · b7 чёрная пешка · g7 чёрная пешка · h7 чёрная пешка · c6 чёрная пешка · d6 чёрная пешка · f6 чёрная пешка · e5 чёрная пешка · d4 белая пешка · c3 белая пешка · a2 белая пешка · b2 белая пешка · e2 белая пешка · f2 белая пешка · g2 белая пешка · h2 белая пешка | a7 чёрная пешка · b7 чёрная пешка · g7 чёрная пешка · h7 чёрная пешка · c6 чёрная пешка · d6 чёрная пешка · f6 чёрная пешка · e5 чёрная пешка · d4 белая пешка · c3 белая пешка · a2 белая пешка · b2 белая пешка · e2 белая пешка · f2 белая пешка · g2 белая пешка · h2 белая пешка | a7 чёрная пешка · b7 чёрная пешка · g7 чёрная пешка · h7 чёрная пешка · c6 чёрная пешка · d6 чёрная пешка · f6 чёрная пешка · e5 чёрная пешка · d4 белая пешка · c3 белая пешка · a2 белая пешка · b2 белая пешка · e2 белая пешка · f2 белая пешка · g2 белая пешка · h2 белая пешка | a7 чёрная пешка · b7 чёрная пешка · g7 чёрная пешка · h7 чёрная пешка · c6 чёрная пешка · d6 чёрная пешка · f6 чёрная пешка · e5 чёрная пешка · d4 белая пешка · c3 белая пешка · a2 белая пешка · b2 белая пешка · e2 белая пешка · f2 белая пешка · g2 белая пешка · h2 белая пешка | a7 чёрная пешка · b7 чёрная пешка · g7 чёрная пешка · h7 чёрная пешка · c6 чёрная пешка · d6 чёрная пешка · f6 чёрная пешка · e5 чёрная пешка · d4 белая пешка · c3 белая пешка · a2 белая пешка · b2 белая пешка · e2 белая пешка · f2 белая пешка · g2 белая пешка · h2 белая пешка | a7 чёрная пешка · b7 чёрная пешка · g7 чёрная пешка · h7 чёрная пешка · c6 чёрная пешка · d6 чёрная пешка · f6 чёрная пешка · e5 чёрная пешка · d4 белая пешка · c3 белая пешка · a2 белая пешка · b2 белая пешка · e2 белая пешка · f2 белая пешка · g2 белая пешка · h2 белая пешка | 8 |
| 7 | a7 чёрная пешка · b7 чёрная пешка · g7 чёрная пешка · h7 чёрная пешка · c6 чёрная пешка · d6 чёрная пешка · f6 чёрная пешка · e5 чёрная пешка · d4 белая пешка · c3 белая пешка · a2 белая пешка · b2 белая пешка · e2 белая пешка · f2 белая пешка · g2 белая пешка · h2 белая пешка | a7 чёрная пешка · b7 чёрная пешка · g7 чёрная пешка · h7 чёрная пешка · c6 чёрная пешка · d6 чёрная пешка · f6 чёрная пешка · e5 чёрная пешка · d4 белая пешка · c3 белая пешка · a2 белая пешка · b2 белая пешка · e2 белая пешка · f2 белая пешка · g2 белая пешка · h2 белая пешка | a7 чёрная пешка · b7 чёрная пешка · g7 чёрная пешка · h7 чёрная пешка · c6 чёрная пешка · d6 чёрная пешка · f6 чёрная пешка · e5 чёрная пешка · d4 белая пешка · c3 белая пешка · a2 белая пешка · b2 белая пешка · e2 белая пешка · f2 белая пешка · g2 белая пешка · h2 белая пешка | a7 чёрная пешка · b7 чёрная пешка · g7 чёрная пешка · h7 чёрная пешка · c6 чёрная пешка · d6 чёрная пешка · f6 чёрная пешка · e5 чёрная пешка · d4 белая пешка · c3 белая пешка · a2 белая пешка · b2 белая пешка · e2 белая пешка · f2 белая пешка · g2 белая пешка · h2 белая пешка | a7 чёрная пешка · b7 чёрная пешка · g7 чёрная пешка · h7 чёрная пешка · c6 чёрная пешка · d6 чёрная пешка · f6 чёрная пешка · e5 чёрная пешка · d4 белая пешка · c3 белая пешка · a2 белая пешка · b2 белая пешка · e2 белая пешка · f2 белая пешка · g2 белая пешка · h2 белая пешка | a7 чёрная пешка · b7 чёрная пешка · g7 чёрная пешка · h7 чёрная пешка · c6 чёрная пешка · d6 чёрная пешка · f6 чёрная пешка · e5 чёрная пешка · d4 белая пешка · c3 белая пешка · a2 белая пешка · b2 белая пешка · e2 белая пешка · f2 белая пешка · g2 белая пешка · h2 белая пешка | a7 чёрная пешка · b7 чёрная пешка · g7 чёрная пешка · h7 чёрная пешка · c6 чёрная пешка · d6 чёрная пешка · f6 чёрная пешка · e5 чёрная пешка · d4 белая пешка · c3 белая пешка · a2 белая пешка · b2 белая пешка · e2 белая пешка · f2 белая пешка · g2 белая пешка · h2 белая пешка | a7 чёрная пешка · b7 чёрная пешка · g7 чёрная пешка · h7 чёрная пешка · c6 чёрная пешка · d6 чёрная пешка · f6 чёрная пешка · e5 чёрная пешка · d4 белая пешка · c3 белая пешка · a2 белая пешка · b2 белая пешка · e2 белая пешка · f2 белая пешка · g2 белая пешка · h2 белая пешка | 7 |
| 6 | a7 чёрная пешка · b7 чёрная пешка · g7 чёрная пешка · h7 чёрная пешка · c6 чёрная пешка · d6 чёрная пешка · f6 чёрная пешка · e5 чёрная пешка · d4 белая пешка · c3 белая пешка · a2 белая пешка · b2 белая пешка · e2 белая пешка · f2 белая пешка · g2 белая пешка · h2 белая пешка | a7 чёрная пешка · b7 чёрная пешка · g7 чёрная пешка · h7 чёрная пешка · c6 чёрная пешка · d6 чёрная пешка · f6 чёрная пешка · e5 чёрная пешка · d4 белая пешка · c3 белая пешка · a2 белая пешка · b2 белая пешка · e2 белая пешка · f2 белая пешка · g2 белая пешка · h2 белая пешка | a7 чёрная пешка · b7 чёрная пешка · g7 чёрная пешка · h7 чёрная пешка · c6 чёрная пешка · d6 чёрная пешка · f6 чёрная пешка · e5 чёрная пешка · d4 белая пешка · c3 белая пешка · a2 белая пешка · b2 белая пешка · e2 белая пешка · f2 белая пешка · g2 белая пешка · h2 белая пешка | a7 чёрная пешка · b7 чёрная пешка · g7 чёрная пешка · h7 чёрная пешка · c6 чёрная пешка · d6 чёрная пешка · f6 чёрная пешка · e5 чёрная пешка · d4 белая пешка · c3 белая пешка · a2 белая пешка · b2 белая пешка · e2 белая пешка · f2 белая пешка · g2 белая пешка · h2 белая пешка | a7 чёрная пешка · b7 чёрная пешка · g7 чёрная пешка · h7 чёрная пешка · c6 чёрная пешка · d6 чёрная пешка · f6 чёрная пешка · e5 чёрная пешка · d4 белая пешка · c3 белая пешка · a2 белая пешка · b2 белая пешка · e2 белая пешка · f2 белая пешка · g2 белая пешка · h2 белая пешка | a7 чёрная пешка · b7 чёрная пешка · g7 чёрная пешка · h7 чёрная пешка · c6 чёрная пешка · d6 чёрная пешка · f6 чёрная пешка · e5 чёрная пешка · d4 белая пешка · c3 белая пешка · a2 белая пешка · b2 белая пешка · e2 белая пешка · f2 белая пешка · g2 белая пешка · h2 белая пешка | a7 чёрная пешка · b7 чёрная пешка · g7 чёрная пешка · h7 чёрная пешка · c6 чёрная пешка · d6 чёрная пешка · f6 чёрная пешка · e5 чёрная пешка · d4 белая пешка · c3 белая пешка · a2 белая пешка · b2 белая пешка · e2 белая пешка · f2 белая пешка · g2 белая пешка · h2 белая пешка | a7 чёрная пешка · b7 чёрная пешка · g7 чёрная пешка · h7 чёрная пешка · c6 чёрная пешка · d6 чёрная пешка · f6 чёрная пешка · e5 чёрная пешка · d4 белая пешка · c3 белая пешка · a2 белая пешка · b2 белая пешка · e2 белая пешка · f2 белая пешка · g2 белая пешка · h2 белая пешка | 6 |
| 5 | a7 чёрная пешка · b7 чёрная пешка · g7 чёрная пешка · h7 чёрная пешка · c6 чёрная пешка · d6 чёрная пешка · f6 чёрная пешка · e5 чёрная пешка · d4 белая пешка · c3 белая пешка · a2 белая пешка · b2 белая пешка · e2 белая пешка · f2 белая пешка · g2 белая пешка · h2 белая пешка | a7 чёрная пешка · b7 чёрная пешка · g7 чёрная пешка · h7 чёрная пешка · c6 чёрная пешка · d6 чёрная пешка · f6 чёрная пешка · e5 чёрная пешка · d4 белая пешка · c3 белая пешка · a2 белая пешка · b2 белая пешка · e2 белая пешка · f2 белая пешка · g2 белая пешка · h2 белая пешка | a7 чёрная пешка · b7 чёрная пешка · g7 чёрная пешка · h7 чёрная пешка · c6 чёрная пешка · d6 чёрная пешка · f6 чёрная пешка · e5 чёрная пешка · d4 белая пешка · c3 белая пешка · a2 белая пешка · b2 белая пешка · e2 белая пешка · f2 белая пешка · g2 белая пешка · h2 белая пешка | a7 чёрная пешка · b7 чёрная пешка · g7 чёрная пешка · h7 чёрная пешка · c6 чёрная пешка · d6 чёрная пешка · f6 чёрная пешка · e5 чёрная пешка · d4 белая пешка · c3 белая пешка · a2 белая пешка · b2 белая пешка · e2 белая пешка · f2 белая пешка · g2 белая пешка · h2 белая пешка | a7 чёрная пешка · b7 чёрная пешка · g7 чёрная пешка · h7 чёрная пешка · c6 чёрная пешка · d6 чёрная пешка · f6 чёрная пешка · e5 чёрная пешка · d4 белая пешка · c3 белая пешка · a2 белая пешка · b2 белая пешка · e2 белая пешка · f2 белая пешка · g2 белая пешка · h2 белая пешка | a7 чёрная пешка · b7 чёрная пешка · g7 чёрная пешка · h7 чёрная пешка · c6 чёрная пешка · d6 чёрная пешка · f6 чёрная пешка · e5 чёрная пешка · d4 белая пешка · c3 белая пешка · a2 белая пешка · b2 белая пешка · e2 белая пешка · f2 белая пешка · g2 белая пешка · h2 белая пешка | a7 чёрная пешка · b7 чёрная пешка · g7 чёрная пешка · h7 чёрная пешка · c6 чёрная пешка · d6 чёрная пешка · f6 чёрная пешка · e5 чёрная пешка · d4 белая пешка · c3 белая пешка · a2 белая пешка · b2 белая пешка · e2 белая пешка · f2 белая пешка · g2 белая пешка · h2 белая пешка | a7 чёрная пешка · b7 чёрная пешка · g7 чёрная пешка · h7 чёрная пешка · c6 чёрная пешка · d6 чёрная пешка · f6 чёрная пешка · e5 чёрная пешка · d4 белая пешка · c3 белая пешка · a2 белая пешка · b2 белая пешка · e2 белая пешка · f2 белая пешка · g2 белая пешка · h2 белая пешка | 5 |
| 4 | a7 чёрная пешка · b7 чёрная пешка · g7 чёрная пешка · h7 чёрная пешка · c6 чёрная пешка · d6 чёрная пешка · f6 чёрная пешка · e5 чёрная пешка · d4 белая пешка · c3 белая пешка · a2 белая пешка · b2 белая пешка · e2 белая пешка · f2 белая пешка · g2 белая пешка · h2 белая пешка | a7 чёрная пешка · b7 чёрная пешка · g7 чёрная пешка · h7 чёрная пешка · c6 чёрная пешка · d6 чёрная пешка · f6 чёрная пешка · e5 чёрная пешка · d4 белая пешка · c3 белая пешка · a2 белая пешка · b2 белая пешка · e2 белая пешка · f2 белая пешка · g2 белая пешка · h2 белая пешка | a7 чёрная пешка · b7 чёрная пешка · g7 чёрная пешка · h7 чёрная пешка · c6 чёрная пешка · d6 чёрная пешка · f6 чёрная пешка · e5 чёрная пешка · d4 белая пешка · c3 белая пешка · a2 белая пешка · b2 белая пешка · e2 белая пешка · f2 белая пешка · g2 белая пешка · h2 белая пешка | a7 чёрная пешка · b7 чёрная пешка · g7 чёрная пешка · h7 чёрная пешка · c6 чёрная пешка · d6 чёрная пешка · f6 чёрная пешка · e5 чёрная пешка · d4 белая пешка · c3 белая пешка · a2 белая пешка · b2 белая пешка · e2 белая пешка · f2 белая пешка · g2 белая пешка · h2 белая пешка | a7 чёрная пешка · b7 чёрная пешка · g7 чёрная пешка · h7 чёрная пешка · c6 чёрная пешка · d6 чёрная пешка · f6 чёрная пешка · e5 чёрная пешка · d4 белая пешка · c3 белая пешка · a2 белая пешка · b2 белая пешка · e2 белая пешка · f2 белая пешка · g2 белая пешка · h2 белая пешка | a7 чёрная пешка · b7 чёрная пешка · g7 чёрная пешка · h7 чёрная пешка · c6 чёрная пешка · d6 чёрная пешка · f6 чёрная пешка · e5 чёрная пешка · d4 белая пешка · c3 белая пешка · a2 белая пешка · b2 белая пешка · e2 белая пешка · f2 белая пешка · g2 белая пешка · h2 белая пешка | a7 чёрная пешка · b7 чёрная пешка · g7 чёрная пешка · h7 чёрная пешка · c6 чёрная пешка · d6 чёрная пешка · f6 чёрная пешка · e5 чёрная пешка · d4 белая пешка · c3 белая пешка · a2 белая пешка · b2 белая пешка · e2 белая пешка · f2 белая пешка · g2 белая пешка · h2 белая пешка | a7 чёрная пешка · b7 чёрная пешка · g7 чёрная пешка · h7 чёрная пешка · c6 чёрная пешка · d6 чёрная пешка · f6 чёрная пешка · e5 чёрная пешка · d4 белая пешка · c3 белая пешка · a2 белая пешка · b2 белая пешка · e2 белая пешка · f2 белая пешка · g2 белая пешка · h2 белая пешка | 4 |
| 3 | a7 чёрная пешка · b7 чёрная пешка · g7 чёрная пешка · h7 чёрная пешка · c6 чёрная пешка · d6 чёрная пешка · f6 чёрная пешка · e5 чёрная пешка · d4 белая пешка · c3 белая пешка · a2 белая пешка · b2 белая пешка · e2 белая пешка · f2 белая пешка · g2 белая пешка · h2 белая пешка | a7 чёрная пешка · b7 чёрная пешка · g7 чёрная пешка · h7 чёрная пешка · c6 чёрная пешка · d6 чёрная пешка · f6 чёрная пешка · e5 чёрная пешка · d4 белая пешка · c3 белая пешка · a2 белая пешка · b2 белая пешка · e2 белая пешка · f2 белая пешка · g2 белая пешка · h2 белая пешка | a7 чёрная пешка · b7 чёрная пешка · g7 чёрная пешка · h7 чёрная пешка · c6 чёрная пешка · d6 чёрная пешка · f6 чёрная пешка · e5 чёрная пешка · d4 белая пешка · c3 белая пешка · a2 белая пешка · b2 белая пешка · e2 белая пешка · f2 белая пешка · g2 белая пешка · h2 белая пешка | a7 чёрная пешка · b7 чёрная пешка · g7 чёрная пешка · h7 чёрная пешка · c6 чёрная пешка · d6 чёрная пешка · f6 чёрная пешка · e5 чёрная пешка · d4 белая пешка · c3 белая пешка · a2 белая пешка · b2 белая пешка · e2 белая пешка · f2 белая пешка · g2 белая пешка · h2 белая пешка | a7 чёрная пешка · b7 чёрная пешка · g7 чёрная пешка · h7 чёрная пешка · c6 чёрная пешка · d6 чёрная пешка · f6 чёрная пешка · e5 чёрная пешка · d4 белая пешка · c3 белая пешка · a2 белая пешка · b2 белая пешка · e2 белая пешка · f2 белая пешка · g2 белая пешка · h2 белая пешка | a7 чёрная пешка · b7 чёрная пешка · g7 чёрная пешка · h7 чёрная пешка · c6 чёрная пешка · d6 чёрная пешка · f6 чёрная пешка · e5 чёрная пешка · d4 белая пешка · c3 белая пешка · a2 белая пешка · b2 белая пешка · e2 белая пешка · f2 белая пешка · g2 белая пешка · h2 белая пешка | a7 чёрная пешка · b7 чёрная пешка · g7 чёрная пешка · h7 чёрная пешка · c6 чёрная пешка · d6 чёрная пешка · f6 чёрная пешка · e5 чёрная пешка · d4 белая пешка · c3 белая пешка · a2 белая пешка · b2 белая пешка · e2 белая пешка · f2 белая пешка · g2 белая пешка · h2 белая пешка | a7 чёрная пешка · b7 чёрная пешка · g7 чёрная пешка · h7 чёрная пешка · c6 чёрная пешка · d6 чёрная пешка · f6 чёрная пешка · e5 чёрная пешка · d4 белая пешка · c3 белая пешка · a2 белая пешка · b2 белая пешка · e2 белая пешка · f2 белая пешка · g2 белая пешка · h2 белая пешка | 3 |
| 2 | a7 чёрная пешка · b7 чёрная пешка · g7 чёрная пешка · h7 чёрная пешка · c6 чёрная пешка · d6 чёрная пешка · f6 чёрная пешка · e5 чёрная пешка · d4 белая пешка · c3 белая пешка · a2 белая пешка · b2 белая пешка · e2 белая пешка · f2 белая пешка · g2 белая пешка · h2 белая пешка | a7 чёрная пешка · b7 чёрная пешка · g7 чёрная пешка · h7 чёрная пешка · c6 чёрная пешка · d6 чёрная пешка · f6 чёрная пешка · e5 чёрная пешка · d4 белая пешка · c3 белая пешка · a2 белая пешка · b2 белая пешка · e2 белая пешка · f2 белая пешка · g2 белая пешка · h2 белая пешка | a7 чёрная пешка · b7 чёрная пешка · g7 чёрная пешка · h7 чёрная пешка · c6 чёрная пешка · d6 чёрная пешка · f6 чёрная пешка · e5 чёрная пешка · d4 белая пешка · c3 белая пешка · a2 белая пешка · b2 белая пешка · e2 белая пешка · f2 белая пешка · g2 белая пешка · h2 белая пешка | a7 чёрная пешка · b7 чёрная пешка · g7 чёрная пешка · h7 чёрная пешка · c6 чёрная пешка · d6 чёрная пешка · f6 чёрная пешка · e5 чёрная пешка · d4 белая пешка · c3 белая пешка · a2 белая пешка · b2 белая пешка · e2 белая пешка · f2 белая пешка · g2 белая пешка · h2 белая пешка | a7 чёрная пешка · b7 чёрная пешка · g7 чёрная пешка · h7 чёрная пешка · c6 чёрная пешка · d6 чёрная пешка · f6 чёрная пешка · e5 чёрная пешка · d4 белая пешка · c3 белая пешка · a2 белая пешка · b2 белая пешка · e2 белая пешка · f2 белая пешка · g2 белая пешка · h2 белая пешка | a7 чёрная пешка · b7 чёрная пешка · g7 чёрная пешка · h7 чёрная пешка · c6 чёрная пешка · d6 чёрная пешка · f6 чёрная пешка · e5 чёрная пешка · d4 белая пешка · c3 белая пешка · a2 белая пешка · b2 белая пешка · e2 белая пешка · f2 белая пешка · g2 белая пешка · h2 белая пешка | a7 чёрная пешка · b7 чёрная пешка · g7 чёрная пешка · h7 чёрная пешка · c6 чёрная пешка · d6 чёрная пешка · f6 чёрная пешка · e5 чёрная пешка · d4 белая пешка · c3 белая пешка · a2 белая пешка · b2 белая пешка · e2 белая пешка · f2 белая пешка · g2 белая пешка · h2 белая пешка | a7 чёрная пешка · b7 чёрная пешка · g7 чёрная пешка · h7 чёрная пешка · c6 чёрная пешка · d6 чёрная пешка · f6 чёрная пешка · e5 чёрная пешка · d4 белая пешка · c3 белая пешка · a2 белая пешка · b2 белая пешка · e2 белая пешка · f2 белая пешка · g2 белая пешка · h2 белая пешка | 2 |
| 1 | a7 чёрная пешка · b7 чёрная пешка · g7 чёрная пешка · h7 чёрная пешка · c6 чёрная пешка · d6 чёрная пешка · f6 чёрная пешка · e5 чёрная пешка · d4 белая пешка · c3 белая пешка · a2 белая пешка · b2 белая пешка · e2 белая пешка · f2 белая пешка · g2 белая пешка · h2 белая пешка | a7 чёрная пешка · b7 чёрная пешка · g7 чёрная пешка · h7 чёрная пешка · c6 чёрная пешка · d6 чёрная пешка · f6 чёрная пешка · e5 чёрная пешка · d4 белая пешка · c3 белая пешка · a2 белая пешка · b2 белая пешка · e2 белая пешка · f2 белая пешка · g2 белая пешка · h2 белая пешка | a7 чёрная пешка · b7 чёрная пешка · g7 чёрная пешка · h7 чёрная пешка · c6 чёрная пешка · d6 чёрная пешка · f6 чёрная пешка · e5 чёрная пешка · d4 белая пешка · c3 белая пешка · a2 белая пешка · b2 белая пешка · e2 белая пешка · f2 белая пешка · g2 белая пешка · h2 белая пешка | a7 чёрная пешка · b7 чёрная пешка · g7 чёрная пешка · h7 чёрная пешка · c6 чёрная пешка · d6 чёрная пешка · f6 чёрная пешка · e5 чёрная пешка · d4 белая пешка · c3 белая пешка · a2 белая пешка · b2 белая пешка · e2 белая пешка · f2 белая пешка · g2 белая пешка · h2 белая пешка | a7 чёрная пешка · b7 чёрная пешка · g7 чёрная пешка · h7 чёрная пешка · c6 чёрная пешка · d6 чёрная пешка · f6 чёрная пешка · e5 чёрная пешка · d4 белая пешка · c3 белая пешка · a2 белая пешка · b2 белая пешка · e2 белая пешка · f2 белая пешка · g2 белая пешка · h2 белая пешка | a7 чёрная пешка · b7 чёрная пешка · g7 чёрная пешка · h7 чёрная пешка · c6 чёрная пешка · d6 чёрная пешка · f6 чёрная пешка · e5 чёрная пешка · d4 белая пешка · c3 белая пешка · a2 белая пешка · b2 белая пешка · e2 белая пешка · f2 белая пешка · g2 белая пешка · h2 белая пешка | a7 чёрная пешка · b7 чёрная пешка · g7 чёрная пешка · h7 чёрная пешка · c6 чёрная пешка · d6 чёрная пешка · f6 чёрная пешка · e5 чёрная пешка · d4 белая пешка · c3 белая пешка · a2 белая пешка · b2 белая пешка · e2 белая пешка · f2 белая пешка · g2 белая пешка · h2 белая пешка | a7 чёрная пешка · b7 чёрная пешка · g7 чёрная пешка · h7 чёрная пешка · c6 чёрная пешка · d6 чёрная пешка · f6 чёрная пешка · e5 чёрная пешка · d4 белая пешка · c3 белая пешка · a2 белая пешка · b2 белая пешка · e2 белая пешка · f2 белая пешка · g2 белая пешка · h2 белая пешка | 1 |
|   | a | b | c | d | e | f | g | h |   |

## Пешечная структура около позиции короля
Важной шахматной проблемой является решение вопроса о пешечной структуре около позиции короля после рокировки. Проблема сводится к тому, что исходное расположение пешек является наиболее удовлетворительным в плане защиты при фланговой атаке на короля, однако в этом случае всегда необходимо помнить о возможности мата ладьёй или ферзём по первой (последней) горизонтали. Частыми практическими примерами изменения исходной пешечной структуры служат «форточка» или фианкеттирование слона.